# 1991

## أحداث
- 11 أبريل: نهاية حصار خوست والذي بدأ في يناير 1980.
- بداية حرب جنوب أوسيتيا 1991-1992 في 5 يناير 1991 والتي انتهت في 24 يونيو 1992.
- نهاية حرب الخليج الثانية في 28 فبراير 1991 والتي بدأت في 2 أغسطس 1990.
- بداية حرب الاستقلال الكرواتية في 31 مارس 1991 والتي انتهت في 7 أغسطس 1995.
- نهاية الحرب الفيتنامية الكمبودية في 23 أكتوبر 1991 والتي بدأت في 30 أبريل 1977.
- نهاية حرب باردة في 1991 والتي بدأت في 1947.

### يناير
- 5 يناير - القوات الجورجية تهاجم مدينة تسخينفالي عاصمة أوسيتيا الجنوبية وبدء حرب جنوب أوسيتيا 1991-1992.
- 9 يناير - المبعوث الأمريكي جيمس بيكر يلتقي نائب رئيس الوزراء العراقي طارق عزيز لمحاولة إقناع العراق سحب قواته من الكويت لكن المفاوضات تفشل.
- 12 يناير - الكونغرس الأمريكي يصوت على قرار محاربة العراق لأجل تحرير الكويت.
- 13 يناير - القوات السوفيتية تهاجم فيلنيوس عاصمة ليتوانيا لإيقاف إستقلالها.
  - إطلاق نار في مباراة في جنوب أفريقيا في بلدة أوروكني يسفر عن مقتل 42 شخص.
- 16 يناير - انتهاء مهلة الأمم المتحدة لانسحاب القوات العراقية من الكويت وبدء حرب الخليج الثانية ضد العراق.
- 19 يناير - العراق يطلق 8 صواريخ سكود ضد إسرائيل ردا على الهجوم الدولي بقيادة الولايات المتحدة على العراق وتصيب 15 شخص.
- 21 يناير- هارلد الخامس يصبح ملكا للنرويج خلفا أولاف الخامس.
- 22 يناير- سقوط 3 صواريخ سكود وواحد باتريوت على رمات غان في إسرائيل تسفر عن مقتل 3 أشخاص وإصابة 96 شخص.
- 24 يناير- توقيع إتفاقية سلام بين حكومة بابوا غينيا الجديدة وبين الانفصاليين في جزيرة بوجانفيل تنهي حربا من سنة 1988.
- 26 يناير- بداية الحرب الأهلية الصومالية.

### فبراير
- 1 فبراير - سقوط طائرة تابعة للخطوط الولايات المتحدة الجوية ومصرع 34 شخص.
- 7 فبراير - هايتي تنتخب أول رئيس ديمقراطي لها في تاريخها برئاسة جان برتران أريستيد.
- 13 فبراير - حرب الخليج: غارتان من قبل القوات الجوية الأمريكية على ملجأ العامرية في بغداد تسفر عن مقتل حوالي 400 شخص مدني منهم أطفال، والولايات المتحدة إدعت أن الرئيس العراقي صدام حسين كان موجودًا هناك.
- 21 فبراير - الجيش العراقي يفجر عدد من آبار النفط في الكويت.
- 22 فبراير - العراق يقبل بالمقترح السوفييتي لوقف إطلاق النار، والولايات المتحدة ترفض هذا المقترح لكنها تعد العراق بأنها لن تهاجم القوات العراقية التي ستنسحب من الكويت في غضون 24 ساعة.
- 25 فبراير - مجموعة من صواريخ سكود تصيب ثكنات للجيش الأمريكي في مدينة ظهران في المملكة العربية السعودية وتقتل 29 جنديا أمريكيا وتصيب 99 آخرين.
- 26 فبراير - الرئيس العراقي صدام حسين المجيد يعلن سحب القوات العراقية من دولة الكويت وذلك بعد أن قامت القوات العراقية بإحراق آبار النفط الكويتية.
- 27 فبراير - الرئيس الأمريكي جورج بوش الأب يعلن انتصاره على العراق ويستجيب لقرار وقف إطلاق النار.
- 28 فبراير - الأستونيون واللاتفيون يصوتون على قرار استقلال إستونيا ولاتفيا من الاتحاد السوفيتي.

### مارس
- 3 مارس - بدأ العمل بإطفاء آبار النفط المشتعلة في الكويت.
  - ظهور فيديو رودني كينغ وتلقيه الضرب من قبل الشرطة الأمريكية.
    - أول انتخابات ديمقراطية في ساو توميه وبرينسيب وفوز ميغيل تروفودا بها.
      - إستونيا ولاتفيا تصوتان لصالح الاستقلال عن الإتحاد السوفييتي.
- 5 مارس- بدأ الانتفاضة الشعبانية في جنوب العراق وفي كردستان العراق بعد انهيار الجيش العراقي في حرب الخليج.
- 7 مارس- وصول الانتفاضة الشعبانية الكردية إلى كبريات المدن الكردية في كرستان وقوات البيشمركة تسيطر على مدينة السليمانية.
- 9 مارس - بدء الاحتجاجات في بلغراد عاصمة يوغوسلافيا ضد نظام الرئيس سلوبودان ميلوشيفيتش تسفر عن مقتل شخصين بعد ملئ الدبابات للمدينة.
- 10 مارس - بدء انسحاب 450 ألف من القوات الأمريكية من الخليج العربي.
- 11 مارس - فرض حظر تجوال في جنوب أفريقيا في المناطق الغالبية السوداء بعد منابشات بين الشباب السود والشرطة أسفرت عن مقتل 49 شخص.
- 14 مارس - عودة الأمير الكويتي جابر الأحمد الصباح إلى الكويت بعد 7 أشهر قضاها في السعودية هروبا من القوات العراقية التي إجتاحت الكويت.
- 15 مارس - إستئناف العلاقات الدبلوماسية بين الولايات المتحدة وألبانيا بعد انقطاع كان منذ سنة 1939.
- 19 مارس - ليخ فاونسا يصبح أول رئيس بولندي يزور الولايات المتحدة.
- 23 مارس - بدء الحرب الأهلية في سيراليون بعد ثورة على الحكومة السيراليونية.
- 26 مارس - البرازيل والأرجنتين والأوروغواي والباراغواي تنشأ سوق مشتركة بميركوسور.
- 31 مارس - إجراء أول أنتخابات في ألبانيا.
  - جورجيا تصوت للانفصال من الاتحاد السوفيتي.
    - تأسيس الحركة الدستورية الإسلامية في الكويت.

### أبريل
- 2 أبريل - الجيش العراقي يهاجم المناطق الكردية المتمردة وهروب جماعي للأكراد إلى الجبال وإلى الدول المجاورة (إيران، تركيا) خوفا من الإبادة الجماعية من قبل الجيش العراقي، حيث فر أكثر من (2500000) مليونين ونصف المليون من المواطنين والجيش العراقي يسيطر على المدن الكبيرة مرة أخرى.
- 3 أبريل - الأمم المتحدة تناشد العراق بالتخلص من أسلحة الدمار الشامل والعراق يوافق عليها في 6 أبريل.
- 4 أبريل - مقتل السيناتور الأمريكي لبنسلفانيا و6 آخرين بعد سقوط طائرتهم في بنسيلفانيا.
- 5 أبريل - مقتل السيناتور السابق جون تاور و22 شخص آخر بعد سقوط طائرته في في ولاية جورجيا.
- 9 أبريل - انفصال جمهورية جورجيا من الاتحاد السوفيتي بعد إعلان من المجلس الأعلى هناك.
  - القوات السوفيتية تبدأ بالانسحاب من بولندا.
- 10 أبريل - عبارة إيطالية محملة بالنفط تغرق بالقُرب من مدينة ليفورنو وتقتل 140 شخص.
- 15 أبريل - افتتاح البنك الأوروبي لإعادة البناء والتنمية.
- 22 أبريل - زلزال بقوة 7.6 ريختر يضرب كوستاريكا وبنما يسفر عن مصرع 82 شخص.
- 29 أبريل - إعصار مداري قوي يضرب بنغلاديش ويؤدي لمصرع حوالي 138 ألف شخص.
  - زلزال قوي يضرب جورجيا ويؤدي لمصرع حوالي 360 شخص وذلك بعد 20 يوم من إعلان جورجيا الاستقلال.

### مايو
- 15 مايو - نادي مانشستر يونايتد يحرز لقب كأس الاتحاد الأوروبي للأندية أبطال الكؤوس بعد فوزه في النهائي على نادي برشلونة بنتيجة 2-1.
- 18 مايو - أرض الصومال تعلن إستقلالها من الصومال والانفصال غير معترف به لحد الآن.
- 24 مايو - إريتريا تُعلِن إستقلالها من إثيوبيا، وإثيوبيا تصبح دولة مُغلقة بحريًا.
- 26 مايو - سقوط طائرة تابعة لخطوط لاودا للطيران الرحلة 4 النمساوية قرب بانكوك عاصمة تايلاند وأسفرت عن مقتل 223 شخص.
- 28 مايو - انتهاء الحرب الأهلية الإثيوبية بالإتفاق على استقلال إريتريا من إثيوبيا.

### يونيو
- 3 يونيو - تدفقات الحمم من جبل أونزين في ناغاساكي تقتل 43 شخصًا.
- 5 يونيو - تعيين سيد أحمد غزالي رئيس للحكومة الجزائرية.
- 7 يونيو - حضور حوالي 200.000 شخص عرضًا لـ 8.800 جندي عائدًا من حرب الخليج الثانية في العاصمة واشنطن.
- 12 يونيو - بوريس يلتسن ينتخب رئيسا لالاتحاد السوفيتي.
  - في الحرب الأهلية السريلانكية مقتل 152 مدني في كوكادتشيولاي.
- 15 يونيو - انفجار بركاني قوي في جبل بيناتوبو في الفلبين ويقتل حوالي 800 شخص وهو ثاني أقوى انفجار بركاني في القرن 20.
- 20 يونيو – اختيار برلين عاصمة لألمانيا الموحدة وذلك بعد تصويت برلماني كانت نتيجته موافقة 336 مقابل 321 صوت معارض.
- 23 يونيو - إنتاج لعبة القنفذ سونيك في سيغا.
- 25 يونيو - كرواتيا وسلوفينيا تعلنان استقلالهما عن يوغوسلافيا.
- 27 يونيو - القوات اليوغوسلافية تغزو جمهورية سلوفينيا بعد يومين من إعلانها الاستقلال.
- 28 يونيو – تفكيك منظمة منظمة الكومكون السوفيتية.
- 30 يونيو - إلغاء سياسة سياسة التفرقة العنصرية في جنوب أفريقيا.

### يوليو
- 1 يوليو - الإعلان عن انهيار حلف وارسو بعد لقاء بين هذه الدول في براغ.
- 7 يوليو - اتفاقية بيروني تنهي حرب استقلال سلوفينيا.
- 11 يوليو - ظهور كسوف شمسي في هاواي والمكسيك وكولومبيا وغرب الولايات المتحدة وتم مشاهدته من قبل 20 مليون شخص.
  - سقوط طائرة تابعة الخطوط الجوية النيجيرية من الرحلة الخطوط الجوية النيجيرية الرحلة 2120 بالقرب من مدينة جدة في المملكة العربية السعودية وتسفر عن مقتل 261 شخص.
- 18 يوليو - انتهاء الحرب الموريتانية السنغالية الحدودية والتي بدأت في سنة 1989.
- 31 يوليو - الولايات المتحدة والاتحاد السوفيتي يوقعان على إتفاقية لتحديد حجم الأسلحة النووية في العالم.

### أغسطس
- 17 أغسطس - سائق تكسي في مدينة سيدني في أستراليا يسحق 7 ويصيب 6 أشخاص بسيارته قبل أن يقتل نفسه بعد ملاحقته من الشرطة.
- 20 أغسطس - إستونيا تعلن إستقلالها من الاتحاد السوفيتي.
- 21 أغسطس - لاتفيا تعلن إستقلالها من الاتحاد السوفيتي.
- 23 أغسطس - الإتحاد السوفيتي يعلن حل جهاز الاستخبارات السوفيتية كي جي بي بعد تورطهِ في انقلاب فاشل.
- 24 أغسطس - أوكرانيا تعلن إستقلالها من الاتحاد السوفيتي.
- 25 أغسطس - القوات اليوغسلافية مع العصابات الكرواتية تعلن الحرب على كرواتيا وتبدء بالهجوم على مدينة فوكوفار في معركة فوكوفار.
  - بيلاروس تعلن إستقلالها من الاتحاد السوفيتي.
- 26 أغسطس - لينوس تورفالدس يعلن عن نظام تشغيل لينكس.
- 27 أغسطس - مولدوفا تعلن إستقلالها من الاتحاد السوفيتي.
- 29 أغسطس - الجنرال الماروني اللبناني ميشال عون يغادر لبنان إلى المنفى بواسطة سفينة فرنسية.
- 30 أغسطس - أذربيجان تعلن إستقلالها من الاتحاد السوفيتي.
- 31 أغسطس - قيرغيزستان وأوزبكستان تعلنان إستقلالهما من الاتحاد السوفيتي.

### سبتمبر
- 1 سبتمبر- الولايات المتحدة تعترف بإستونيا ولاتفيا وليتوانيا كدول مستقلة.
- 6 سبتمبر- الاتحاد السوفيتي يعترف بجمهوريات البلطيق الثلاثة التي إستقلت.
  - الاتحاد السوفيتي يرجع اسم مدينة لينينغراد إلى سانت بطرسبرغ بعد تبدل اسمها منذ سنة 1924.
- 8 سبتمبر- جمهورية مقدونيا تعلن إستقلالها من يوغوسلافيا.
- 9 سبتمبر- طاجيكستان تعلن إستقلالها من الاتحاد السوفيتي.
- 11 سبتمبر- الاتحاد السوفيتي يعلن عن سحب القوات السوفيتية من كوبا وينهي المعونات الاقتصادية لها.
- 17 سبتمبر- كوريا الشمالية وكوريا الجنوبية وإستونيا ولاتفيا وليتوانيا وجزر المارشال وولايات ميكرونيسيا المتحدة تنضم للأمم المتحدة.
- 19 سبتمبر- العثور على مومياء أوتزي في جبال الألب في النمسا والتي تعتبر أقدم مومياء بشرية.
- 21 سبتمبر- أرمينيا تعلن إستقلالها من الاتحاد السوفيتي.
  - بعثة للأمم المتحدة تبدء إستكشافها للبحث عن أسلحة الدمار الشامل في العراق.

### أكتوبر
- 16 أكتوبر - جورج هينارد يقتل 23 شخص في كيلين (تكساس) في تكساس قبل أن يقتل نفسه.
- 18 أكتوبر - الاتحاد السوفيتي يرجع علاقاته مع إسرائيل منذ أن قطعت في عام 1967 بعد حرب الستة أيام.
- 27 أكتوبر - إجراء أول انتخابات حرة في بولندا.
  - تركمانستان تعلن إستقلالها من الاتحاد السوفيتي.
- 30 أكتوبر - افتتاح مؤتمر مدريد 1991 لحل المشاكل بين العرب وإسرائيل.

### نوفمبر
- 5 نوفمبر - إعادة العلاقات بين الصين وفيتنام بعد توقفها منذ 1979 في الحرب الفيتنامية الصينية.
- 6 نوفمبر - الكي جي بي توقف عملياتها.
- 7 نوفمبر - إيقاف آخر حريق نفطي في الكويت.
- 21 نوفمبر - انتخاب بطرس بطرس غالي أمينا عاما للأمم المتحدة.

### ديسمبر
- 4 ديسمبر - خطوط بان الجوية الأمريكية تنهي رحلاتها.
- 15 ديسمبر - غرق عبارة سالم المصرية في البحر الأحمر ما أسفر عن غرق أكثر من 450 شخص.
- 16 ديسمبر - كازاخستان تعلن إستقلالها من الاتحاد السوفييتي.
- 25 ديسمبر - إنشاء جمهورية روسيا الإتحادية بعد إعلان ميخائيل غورباتشوف انهيار الاتحاد السوفييتي.
- 26 ديسمبر - انتهاء عملية تفكك الاتحاد السوفيتي إلى 15 جمهورية وتفرد الولايات المتحدة الأمريكية بالسلطة في العالم.

### غير محدد
- صدور كتاب : يوميات هذا الزمان، لأحمد بهاء الدين - تقديم الأستاذ محمد حسنين هيكل.

## مواليد

### يناير

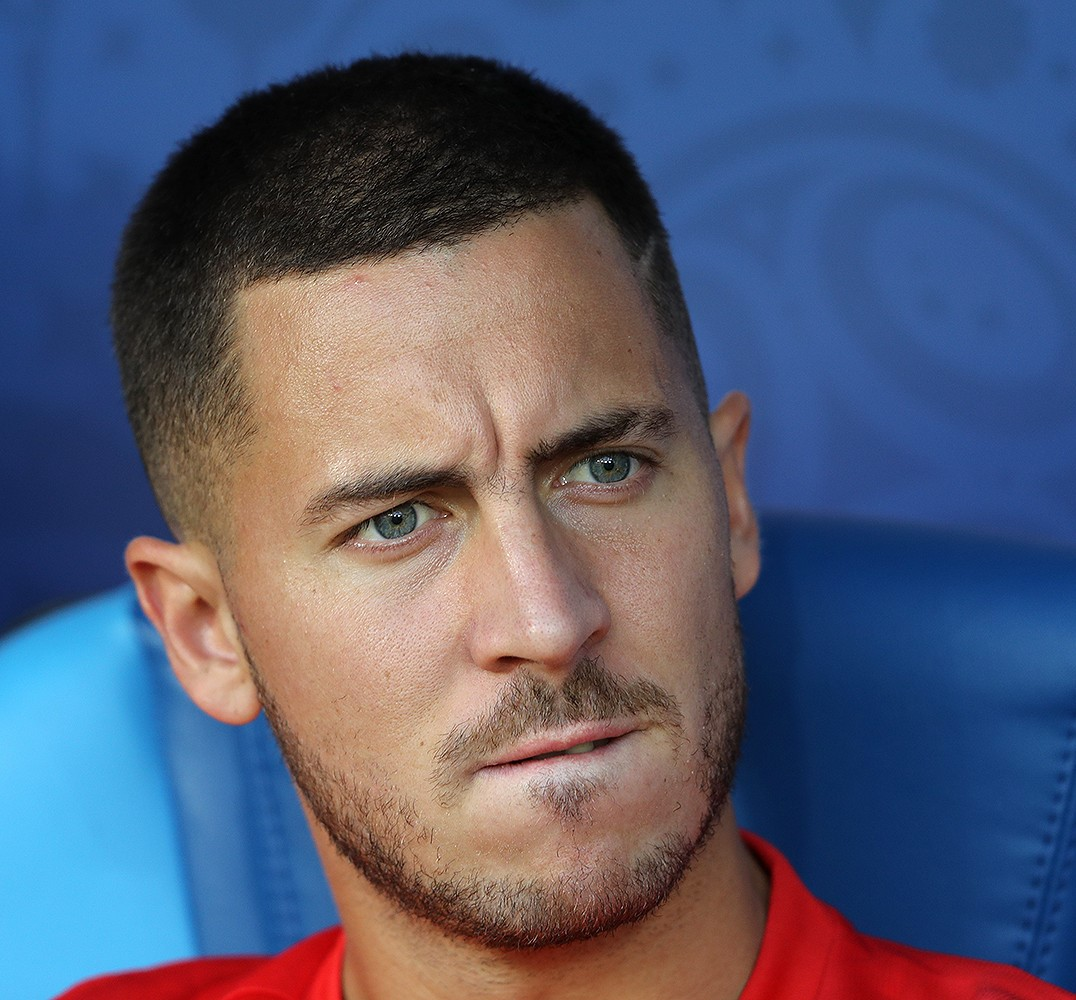
إدين هازارد

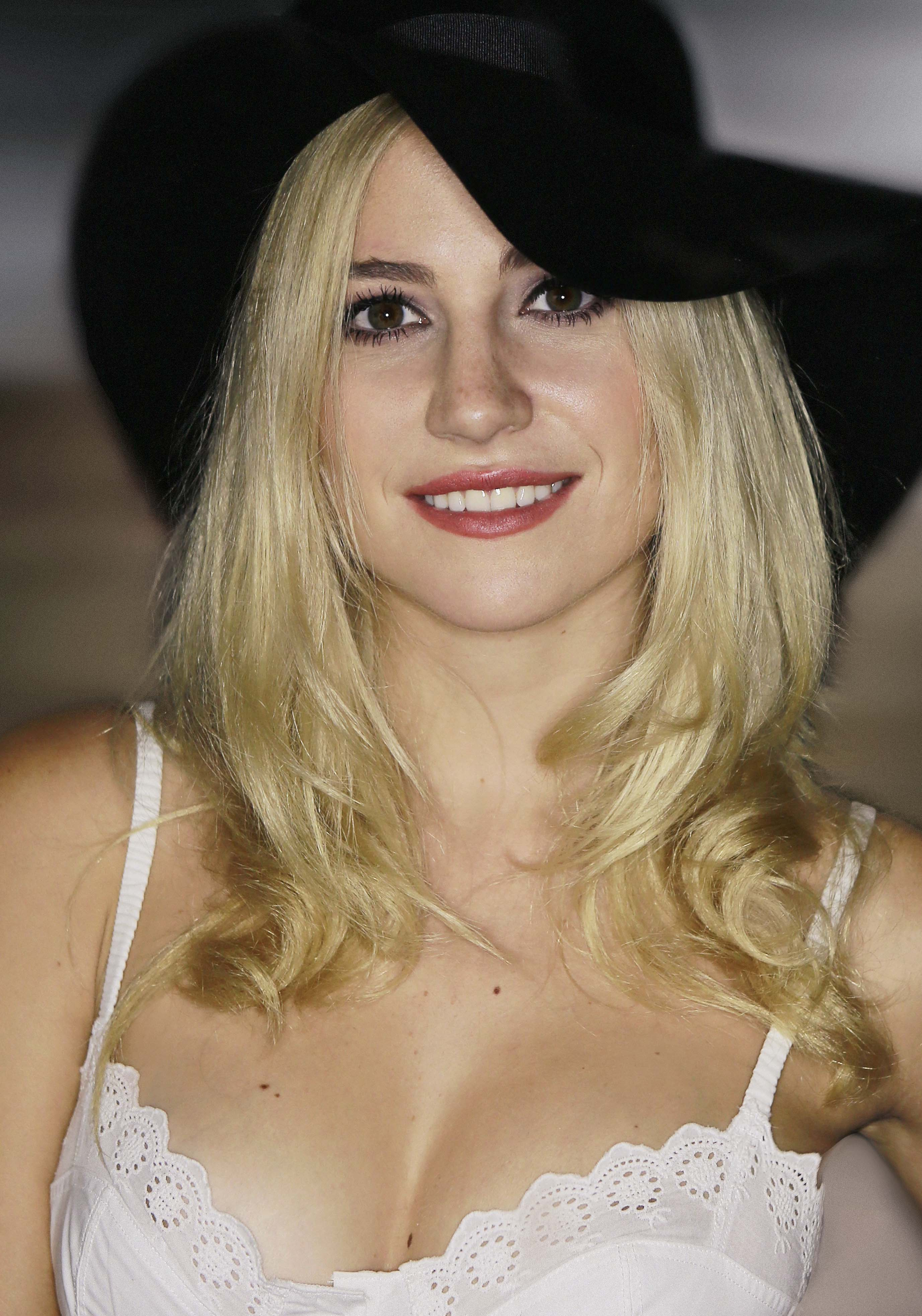
بيكسي لوت

- 1 يناير آيات القرمزي شاعرة بحرينية.
- 1 يناير سيرين شيرينجي ممثلة تركية.
- 2 يناير بين هاردي ممثل إنجليزي.
- 5 يناير أريك فيشر لاعب كرة قدم أمريكية.
- 5 يناير ثراء جبيل ممثلة وكاتبة مصرية
- 6 يناير أليس كونيك لاعبة كرة سلة أسترالية
- 7 يناير إدين هازارد لاعب كرة قدم بلجيكي.
- 7 يناير روبرتو بيريرا لاعب كرة قدم أرجنتيني.
- 7 يناير كاستر سيمينيا عداءة جنوب أفريقية.
- 9 يناير ألفارو سولير مغني إسباني ألماني.
- 11 يناير أندريا بيرتولاتشي لاعب كرة قدم إيطالي.
- 11 يناير هيورين مغنية كورية.
- 12 يناير بيكسي لوت مغنية وممثلة إنجليزية.
- 13 يناير غو ها را مغنية كورية.
- 15 يناير مارك بارترا لاعب كرة قدم إسباني.
- 15 يناير داريا كليشينا متسابقة قفز طويل روسية.
- 18 يناير أرام أفاغيان ملاكم أرميني.
- 19 يناير بترا مارتيتش لاعبة كرة مضرب كرواتية.
- 21 يناير هلال ألتنبيليك ممثلة تركية.
- 22 يناير أنايس مالي عارضة أزياء فرنسية.
- 24 يناير ياسين جبور لاعب كرة قدم مغربي.
- 25 يناير أحمد حجازي لاعب كرة قدم مصري.
- 26 يناير أليكس ساندرو لاعب كرة قدم برازيلي.
- 28 يناير كالم ورثي ممثل كندي.
- 31 يناير إيمي جاكسون ممثلة وعارضة أزياء بريطانية.

### فبراير

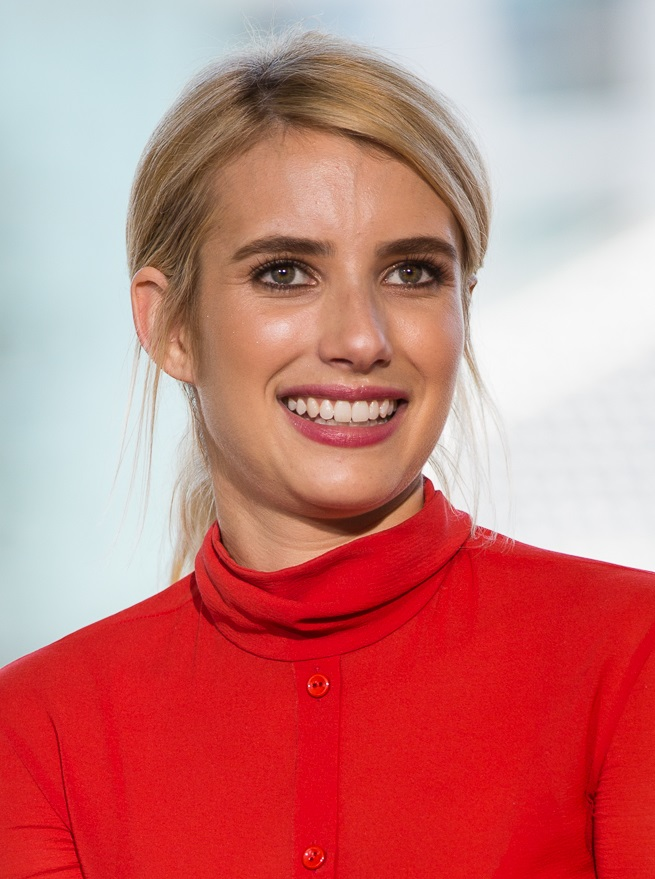
إيما روبرتس

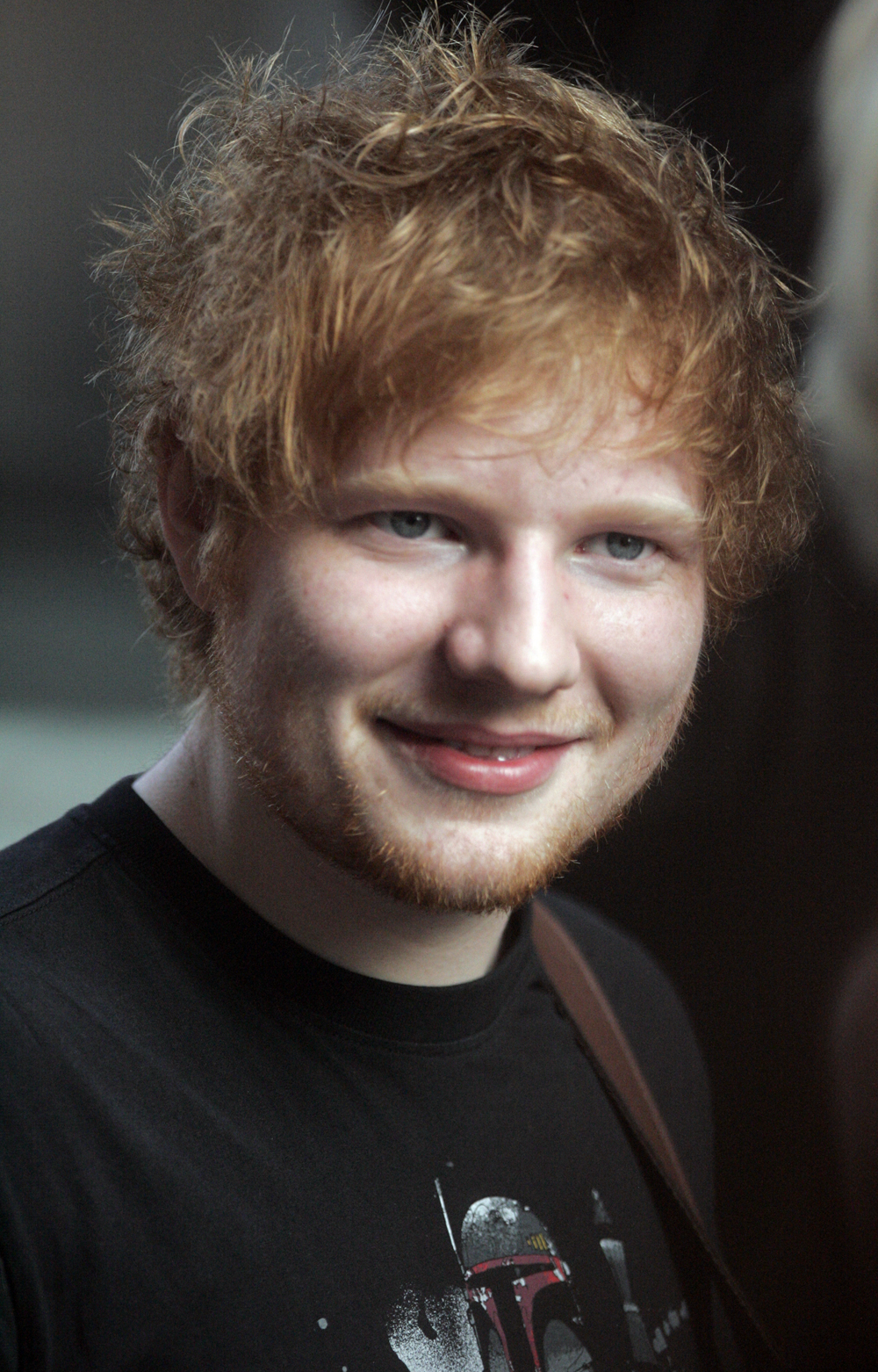
إد شيران

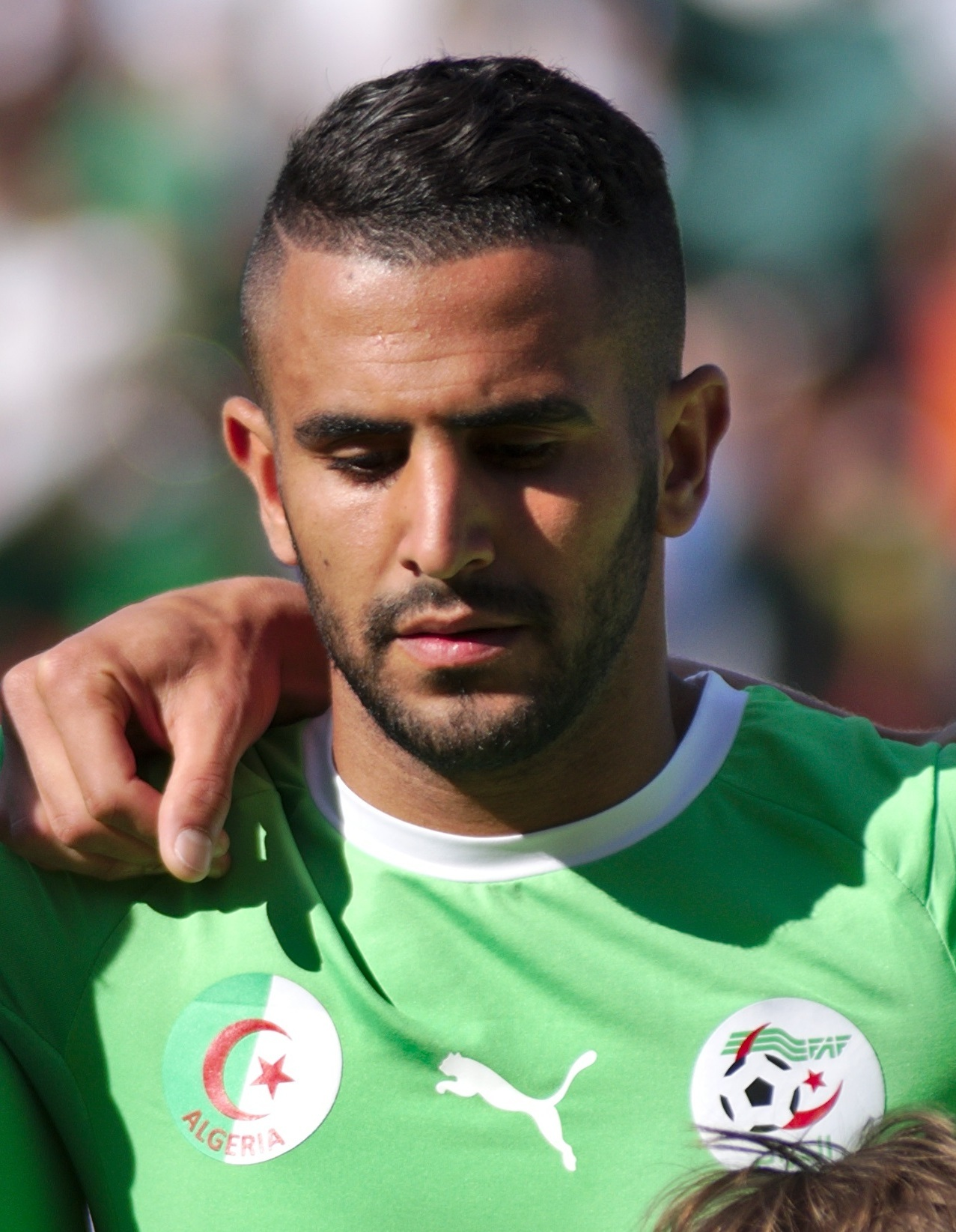
رياض محرز

- 1 فبراير فوزي غلام لاعب كرة قدم جزائري.
- 1 فبراير جاسمين توكس عارضة أزياء أمريكية.
- 4 فبراير ماثيو ليكي لاعب كرة قدم أسترالي.
- 5 فبراير مروة راتب ممثلة سورية
- 6 فبراير ألكسندر كاتاي لاعب كرة قدم صربي.
- 8 فبراير وهبي خزري لاعب كرة قدم تونسي.
- 8 فبراير نام ووهيون مغني كوري.
- 8 فبراير جينزيبي ديبابا عدائة إثيوبية.
- 10 فبراير إيما روبرتس ممثلة ومغنية الولايات المتحدة.
- 11 فبراير شانينا شايك عارضة أزياء أسترالية.
- 13 فبراير إلياكيم مانغالا لاعب كرة قدم فرنسي.
- 14 فبراير كارول جي مغنية كولومبية.
- 15 فبراير باناغيوتيس تاختسيديس لاعب كرة قدم يوناني.
- 16 فبراير تاتيانا إيفانوفا متزلجة جليد روسية.
- 17 فبراير إد شيران مغني إنجليزي.
- 17 فبراير بوراك دينيز ممثل تركي.
- 17 فبراير بوني رايت ممثلة إنجليزية.
- 18 فبراير ماليس جو ممثلة ومغنية أمريكية.
- 18 فبراير هنري سورتيس سائق سباقات بريطاني.
- 21 فبراير رياض محرز لاعب كرة قدم جزائري.
- 21 فبراير جو ألوين ممثل إنجليزي.
- 22 فبراير خليل ماك لاعب كرة قدم أمريكية.
- 24 فبراير سميح كايا لاعب كرة قدم تركي.
- 24 فبراير إميلي دي دوناتو عارضة أزياء أمريكية.
- 25 فبراير جانيار حسن ممثلة سورية
- 25 فبراير أوشيا جاكسون جونيور ممثل ومغني راب أمريكي.
- 25 فبراير دموع تحسين مغنية عراقية.
- 28 فبراير سارة بولغر ممثلة أيرلندية.

### مارس
- 1 مارس - سارة فرح، مغنية سورية

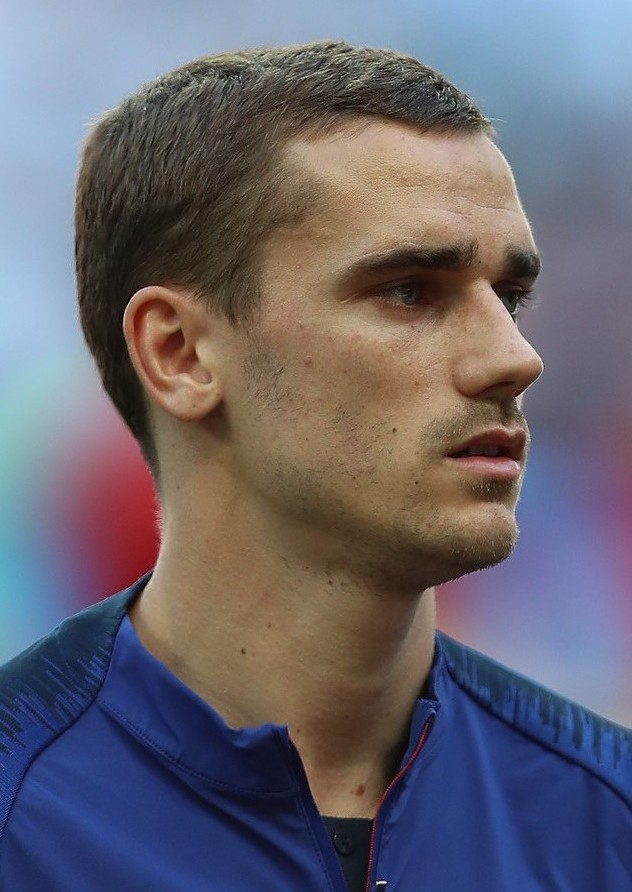
أنطوان غريزمان

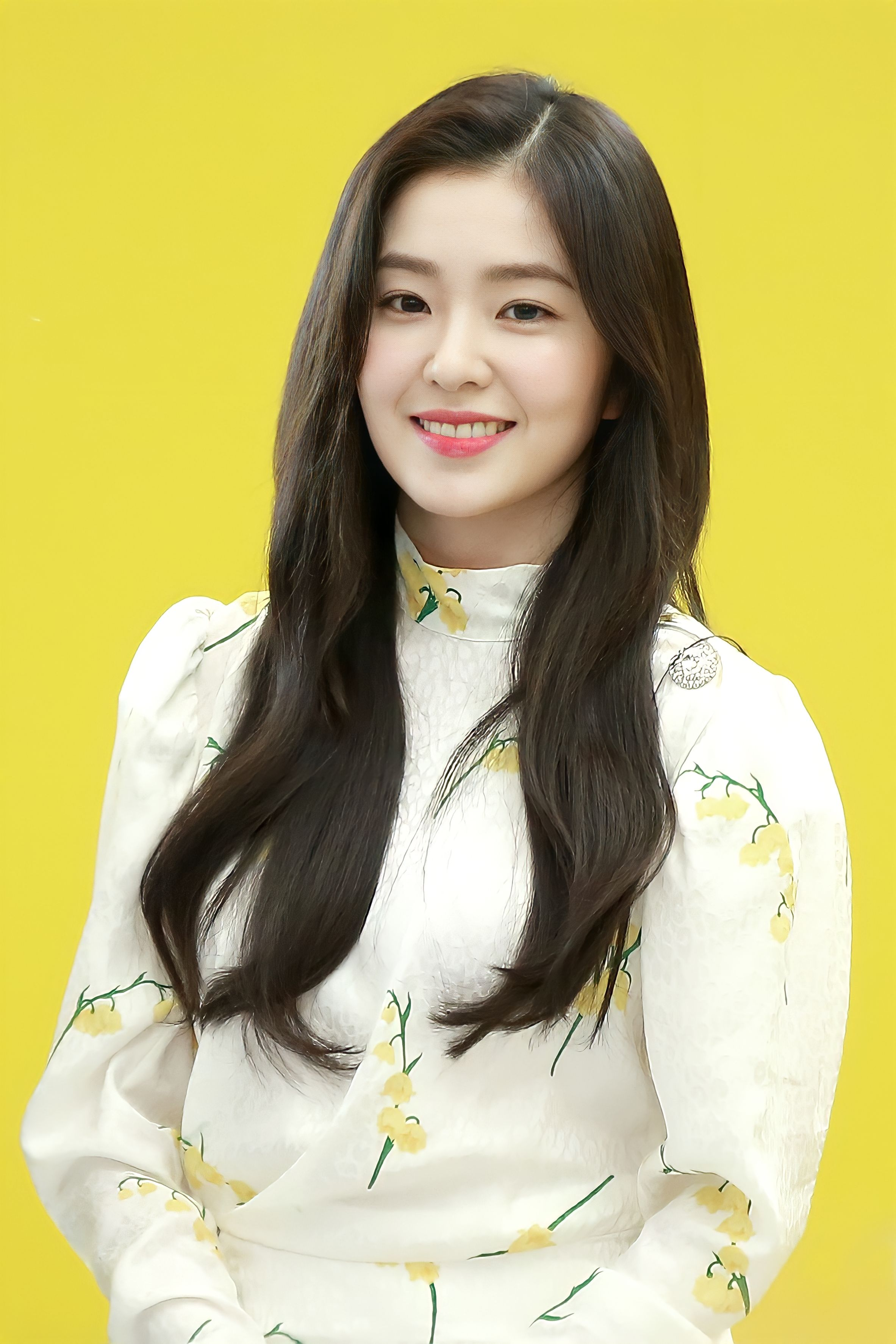
أيرين

- 1 مارس - كايا أوكونو، ممثلة ومؤدية أصوات يابانية
- 2 مارس - أنجيلا نيدلياكوفا، ممثلة بلغارية.
- 2 مارس - داليا مبارك، مغنية سعودية.
- 3 مارس - ياسمين عبد المجيد، كاتبة ومهندسة ميكانيكية سودانية-أسترالية.
- 3 مارس باك تشو رونغ ممثلة ومغنية كورية.
- 5 مارس هانا مانغان لورينس ممثلة إنجليزية أسترالية.
- 5 مارس راميرو فونيس موري لاعب كرة قدم أرجنتيني.
- 6 مارس نيكول فوكس ممثلة وعارضة أزياء أمريكية فرنسية.
- 7 مارس طارق عيسى ممثل سوري
- 8 مارس ديفون وركهايسر ممثل ومغني أمريكي.
- 8 مارس يويتشيرو أوميهارا ممثل ومؤدي أصوات ياباني
- 9 مارس برينا أوبراين ممثلة كندية.
- 11 مارس أليساندرو فلورينزي لاعب كرة قدم إيطالي.
- 11 مارس بونام باندي ممثلة وعارضة أزياء هندية.
- 12 مارس فريد حسين ياغي شاعر سوري.
- 13 مارس تريستان طومسون لاعب كرة سلة كندي.
- 14 مارس ريانون فيش ممثلة أسترالية.
- 15 مارس كي كيتانو مغنية وممثلة يابانية.
- 19 مارس غاريت كلايتون ممثل ومغني أمريكي.
- 19 مارس ألكسندر كوكورين لاعب كرة قدم روسي.
- 21 مارس أنطوان غريزمان لاعب كرة قدم فرنسي.
- 23 مارس بانسو سورال ممثلة تركية.
- 24 مارس دليلا ياكوبوفيتش لاعبة كرة مضرب سلوفينية.
- 27 مارس كلو مارشال عارضة أزياء إنجليزية.
- 28 مارس ايمي بروكنر ممثلة ومغنية أمريكية.
- 29 مارس نغولو كانتي لاعب كرة قدم فرنسي.
- 29 مارس أيرين مغنية كورية.
- 29 مارس هايلي مكفارلاند ممثلة ومغنية أمريكية.

### أبريل

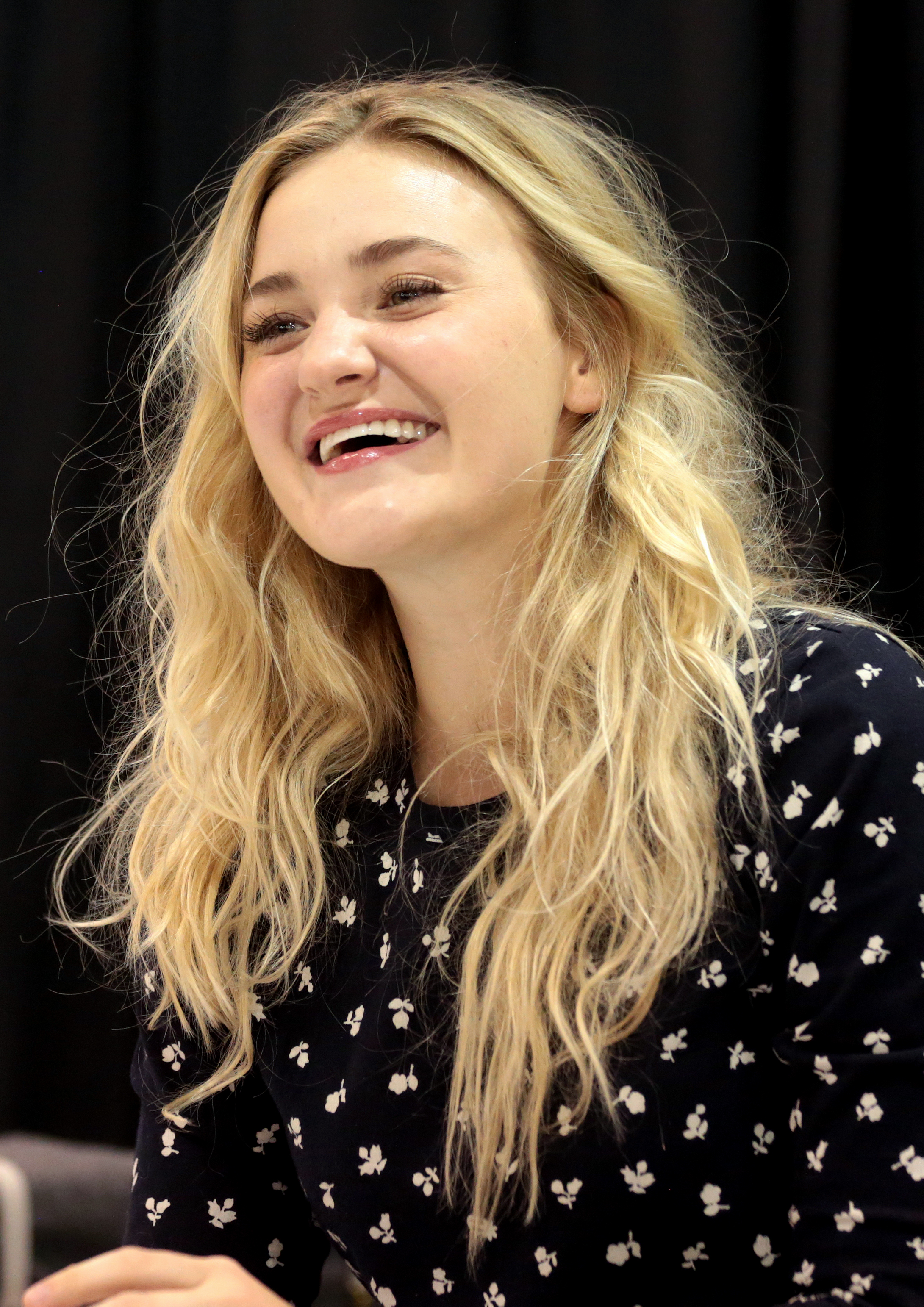
إيه جيه ميشالكا

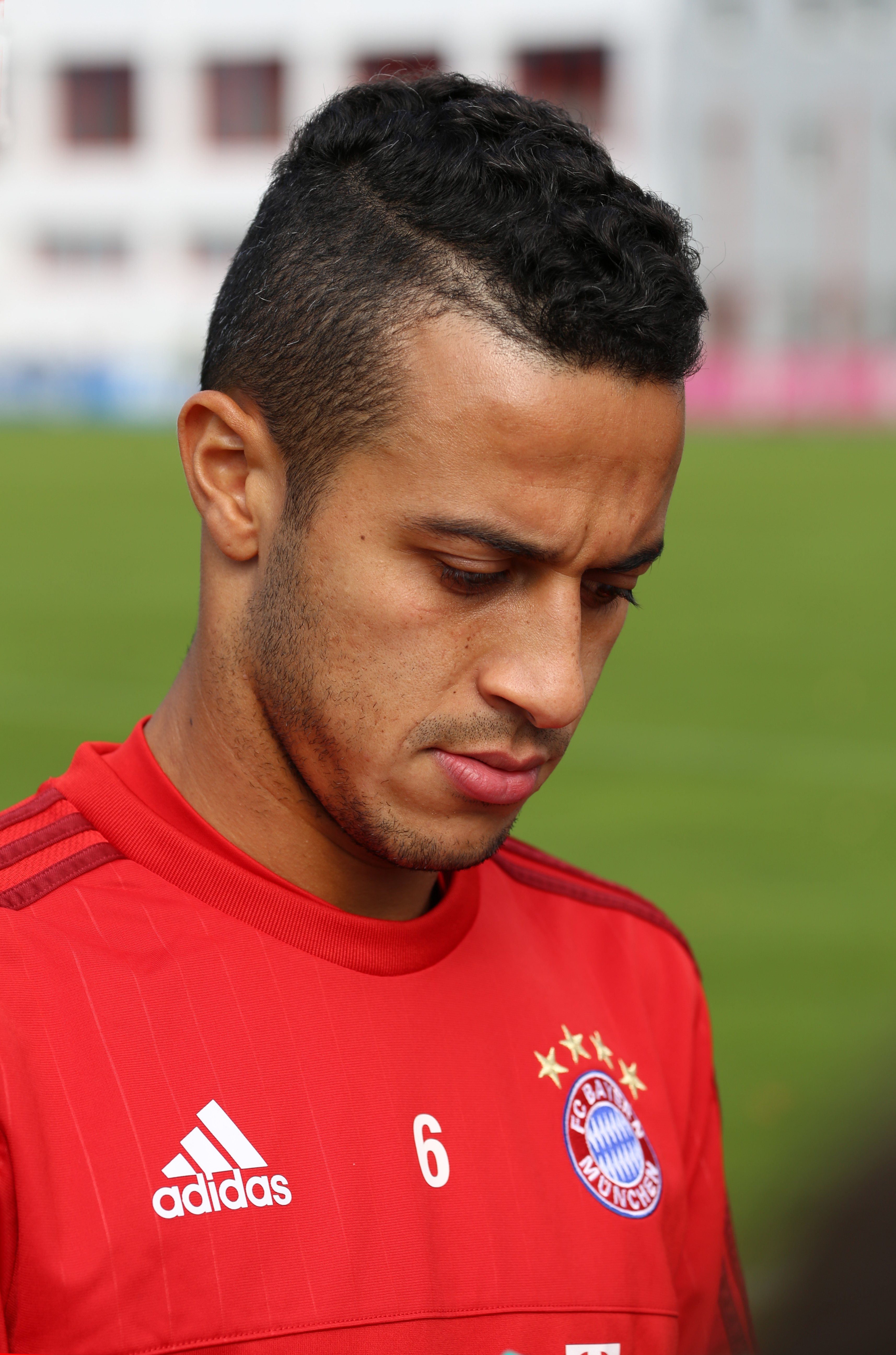
تياغو ألكانتارا

- 1 أبريل دوفان زاباتا لاعب كرة قدم كولومبي.
- 1 أبريل دنيا بطمة مغنية مغربية.
- 3 أبريل هايلي كيوكو مغنية أمريكية.
- 4 أبريل آسيا محمد لاعبة كرة مضرب أمريكية.
- 4 أبريل جيمي لين سبيرز مغنية وممثلة أمريكية.
- 4 أبريل يوي كويكي مغنية وممثلة يابانية.
- 5 أبريل ياسين بونو لاعب كرة قدم مغربي.
- 5 أبريل دنيز بايسال ممثلة تركية.
- 6 أبريل أليكساندرا بوب لاعبة كرة قدم ألمانية.
- 6 أبريل جميلة عوض ممثلة مصرية
- 9 أبريل مارين فاكت ممثلة فرنسية.
- 10 أبريل إيه جيه ميشالكا مغنية أمريكية.
- 11 أبريل تياغو ألكانتارا لاعب كرة قدم إسباني.
- 11 أبريل ايرينا مانو ممثلة ومغنية يابانية.
- 14 أبريل ميليسا أسلي باموق ممثلة وعارضة أزياء تركية هولندية.
- 14 أبريل مارتن مونتويا لاعب كرة قدم إسباني.
- 15 أبريل خافيير فرنانديز متزلج جليد إسباني.
- 16 أبريل لويس مورييل لاعب كرة قدم كولومبي.
- 19 أبريل كيلي أولينيك لاعب كرة سلة كندي.
- 20 أبريل آن وارد عارضة أزياء أمريكية.
- 21 أبريل فرانك ديلان ممثل إنجليزي.
- 22 أبريل أحمد ياسين لاعب كرة قدم عراقي.
- 22 أبريل انغريد فيدال لاعبة كرة قدم كولومبية.
- 22 أبريل سوما سايتو ممثل ومؤدي أصوات ياباني
- 28 أبريل راما الراشد ممثلة سورية.

### مايو
- 1 مايو إيليا زاخاروف غطاس روسي.

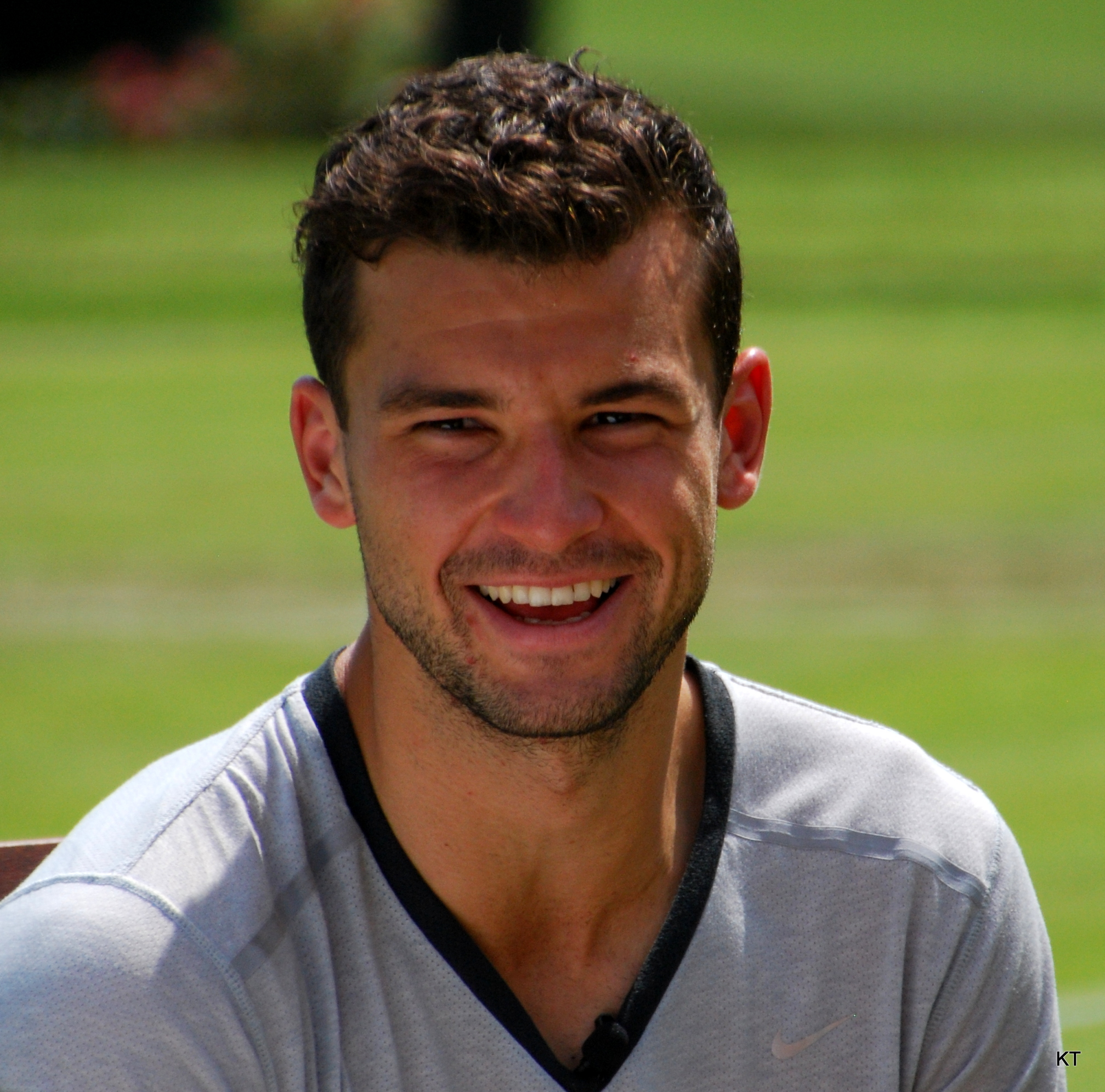
غريغور ديمتروف

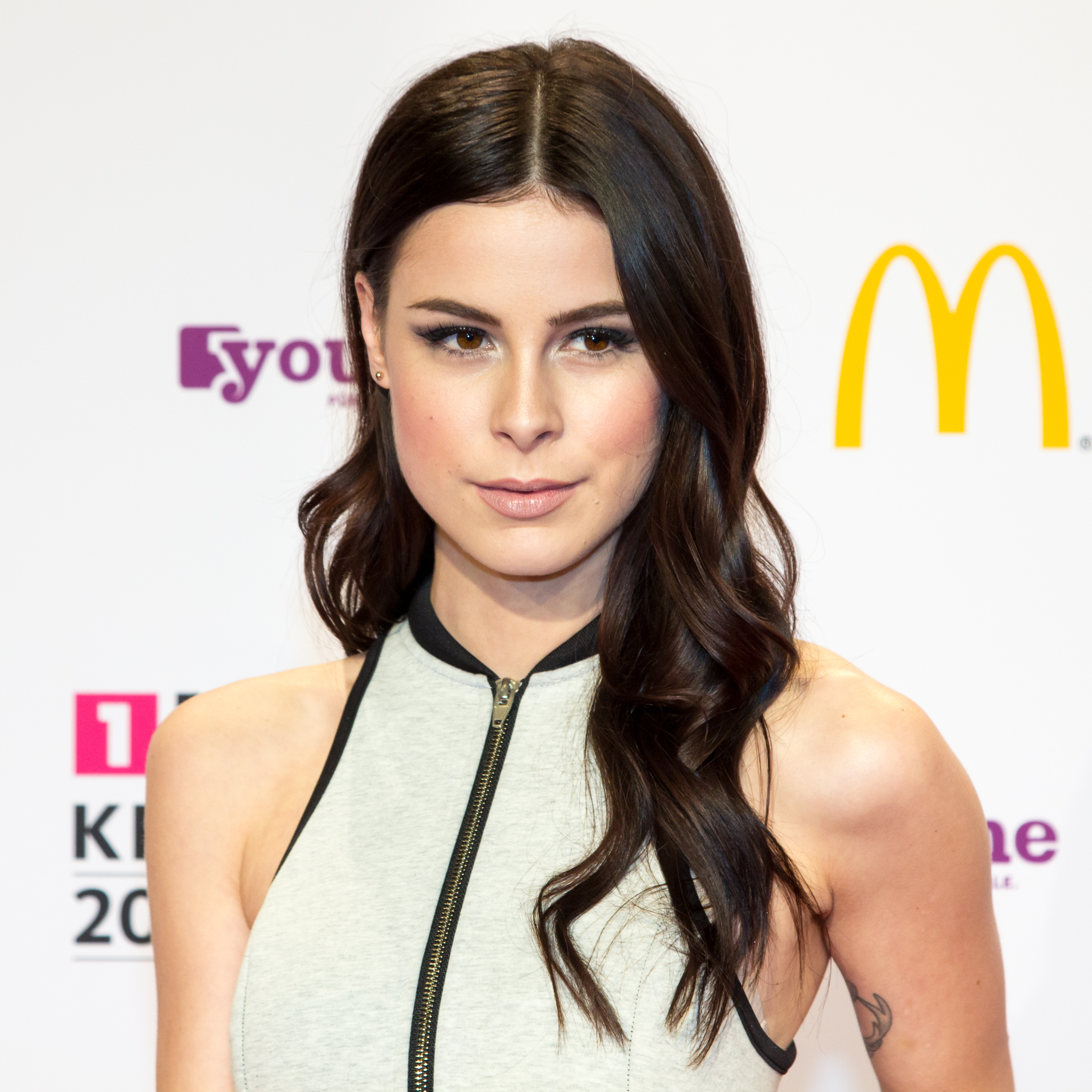
لينا ماير-لاندروت

- 4 مايو ساسان انصاري لاعب كرة قدم إيراني.
- 5 مايو راؤول خيمينيز لاعب كرة قدم مكسيكي.
- 7 مايو أنيه بوليو عارضة أزياء كندية.
- 7 مايو إليسا بارتولي لاعبة كرة قدم إيطالية.
- 9 مايو مايليندا كليميندي لاعبة جودو كوسوفية.
- 10 مايو أدمير محمدي لاعب كرة قدم سويسري.
- 10 مايو بسمة بوسيل مصممة أزياء ومغنية مغربية.
- 14 مايو أحمد الشناوي لاعب كرة قدم مصري.
- 16 مايو أشلي فاغنر متزلجة جليد أمريكية.
- 16 مايو غريغور ديمتروف لاعب كرة مضرب بلغاري.
- 16 مايو أميدو بالدي لاعب كرة قدم غيني استوائي.
- 17 مايو إينيغو مارتينيز لاعب كرة قدم إسباني.
- 17 مايو جوانا كونتا لاعبة كرة مضرب أسترالية.
- 17 مايو دانييل لي ممثل أمريكي.
- 19 مايو جوردن بروت مغنية ودي جاي أمريكية.
- 20 مايو فاطمة النبهاني، لاعب كرة مضرب عمانية.
- 22 مايو سوهو مغني كوري.
- 23 مايو آرون دونالد لاعب كرة قدم أمريكية.
- 23 مايو لينا ماير-لاندروت مغنية ألمانية.
- 24 مايو سارة راموس ممثلة أمريكية.
- 25 مايو ديريك وليامز لاعب كرة سلة أمريكي.
- 25 مايو أحمد اللبابيدي ممثل سوري
- 28 مايو ألكسندر لاكازيت لاعب كرة قدم فرنسي.
- 29 مايو ساوري هايامي مؤدية أصوات يابانية
- 31 مايو أزيليا بانكس مغنية أمريكية.

### يونيو
- 3 يونيو بلال مارتيني ممثل سوري

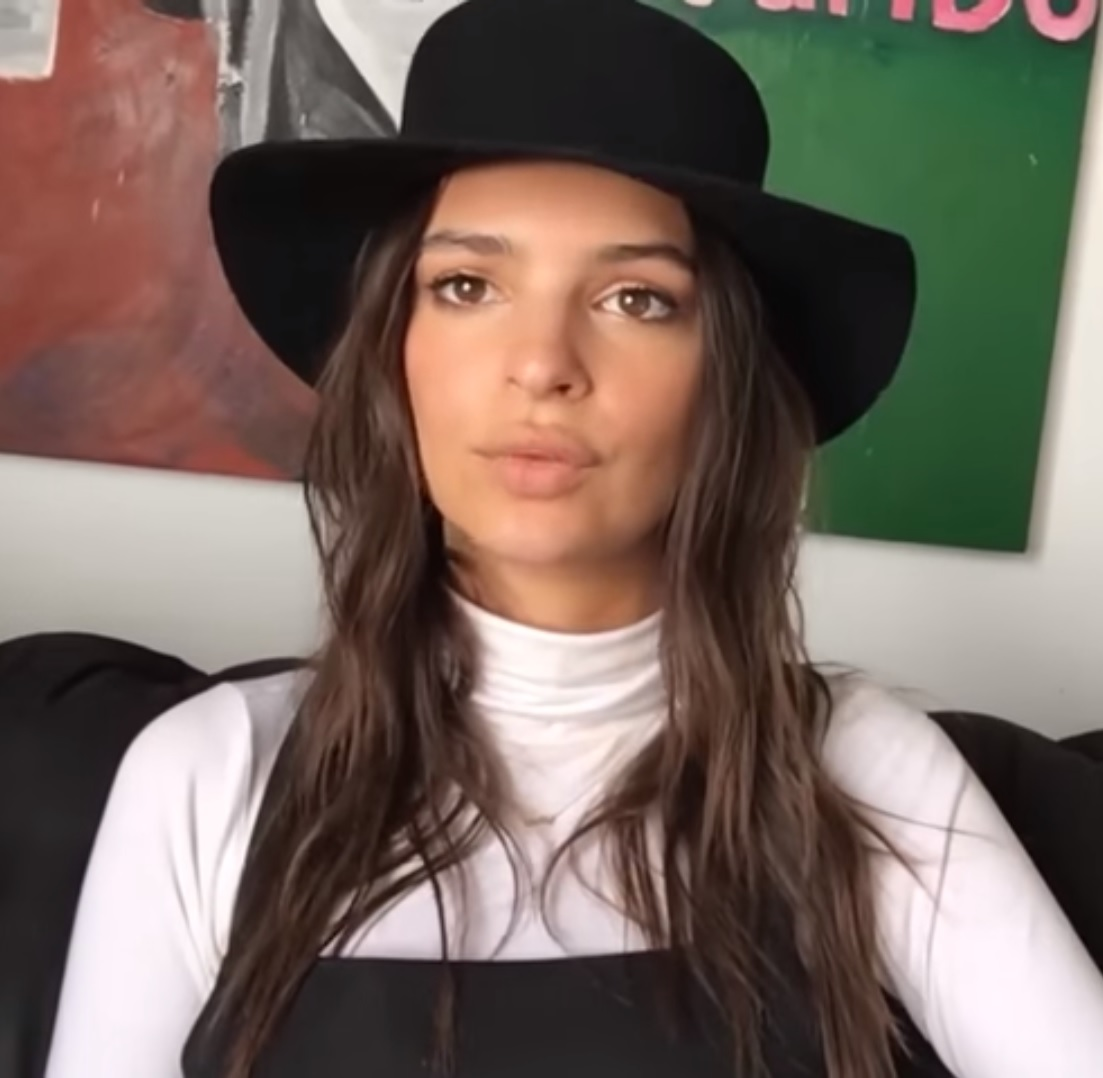
إميلي راتاجكوسكي

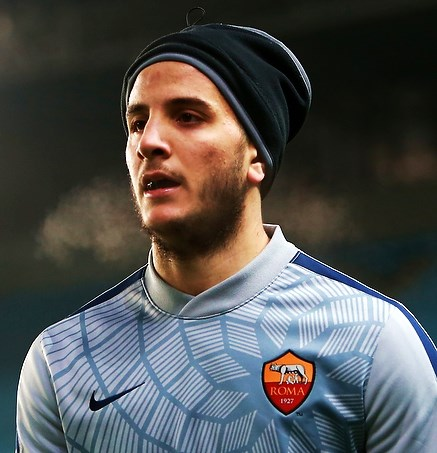
كوستاس مانولاس

- 4 يونيو جوردن هيندسن ممثلة أمريكية.
- 4 يونيو كاثرين بريسكوت ممثلة إنجليزية.
- 4 يونيو ميغان بريسكوت ممثلة إنجليزية.
- 5 يونيو مارتين برايثوايت لاعب كرة قدم دنماركي.
- 5 يونيو أثاناسيوس بيتسوس لاعب كرة قدم يوناني.
- 7 يونيو سينك توسون لاعب كرة قدم تركي.
- 7 يونيو أوليفيا روجوفسكا لاعبة كرة مضرب بولندية.
- 7 يونيو إميلي راتاجكوسكي عارضة أزياء وممثلة أمريكية.
- 7 يونيو فيتي واب مغني أمريكي.
- 8 يونيو أحمد خليل، لاعب كرة قدم إماراتي.
- 10 يونيو بول إسبارغارو سائق دراجات نارية إسباني.
- 11 يونيو أليس سفينسون مغنية سويدية.
- 11 يونيو دانيال هويل يوتيوبر ودي جاي إنجليزي.
- 14 يونيو كوستاس مانولاس لاعب كرة قدم يوناني.
- 17 يونيو أمجد الصابوري مخرج عراقي.
- 17 يونيو كاياني منافسة ألعاب فيديو وصحفية فرنسية.
- 18 يونيو ويلا هولاند ممثلة أمريكية.
- 19 يونيو أندري كراماريتش لاعب كرة قدم كرواتي.
- 21 يونيو من مغنية كورية.
- 21 يونيو جاد خاطر، ممثل لبناني
- 23 يونيو فخر الدين بن يوسف لاعب كرة قدم تونسي.
- 24 يونيو معتز عيسى برشم، لاعب قوى قطري.
- 25 يونيو كريستا ثيريت ممثلة فرنسية.
- 25 يونيو فيكتور موغابي ونياما لاعب كرة قدم كيني.
- 26 يونيو ناتسوكي هاناي ممثل ومؤدي أصوات ياباني
- 27 يونيو يوردي كلاسي لاعب كرة قدم هولندي.
- 28 يونيو كيفين دي بروين لاعب كرة قدم بلجيكي.
- 28 يونيو كانغ من هيوك ممثل ومغني كوري.
- 28 يونيو سوهيون مغنية كورية.
- 29 يونيو أديسون تيملين ممثلة أمريكية.
- 29 يونيو كاواي ليونارد لاعب كرة سلة أمريكي.
- 29 يونيو سوك هيون جوك لاعب كرة قدم كوري جنوبي.

### يوليو

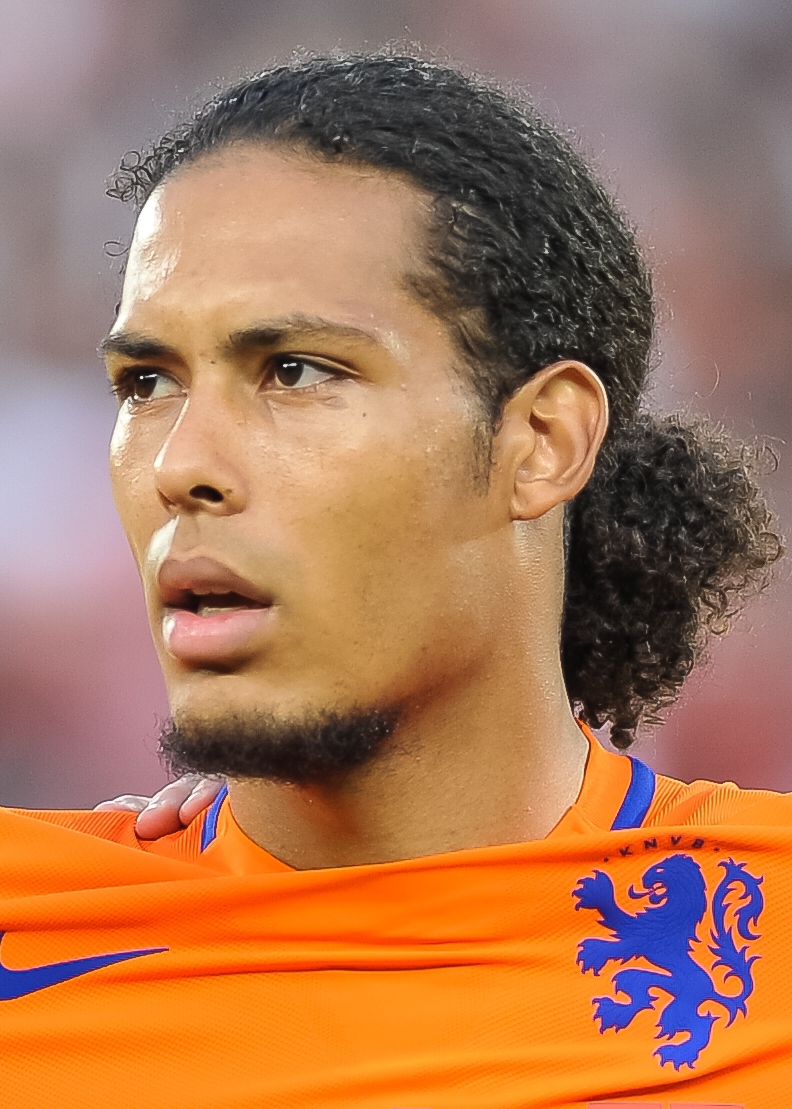
فيرجيل فان ديك

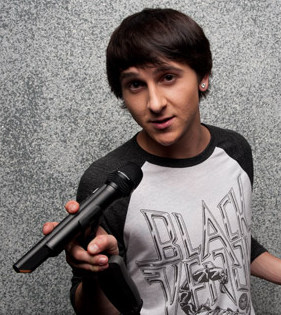
ميتشل موسو

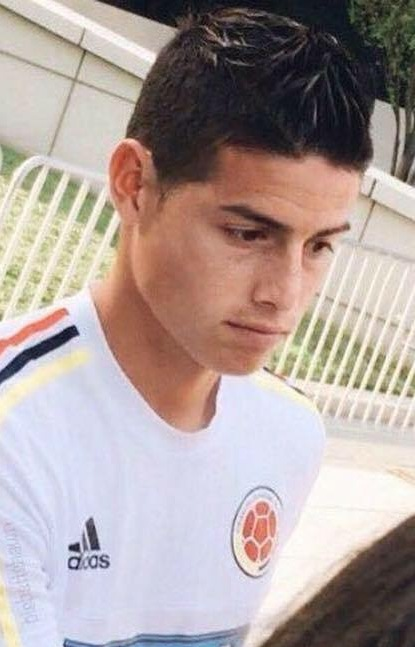
خاميس رودريغيز

- 1 يوليو لوكاس فاسكيز لاعب كرة قدم إسباني.
- 2 يوليو كيم غو أون ممثلة كورية.
- 3 يوليو نام تاي هي لاعب كرة قدم كوري جنوبي
- 3 يوليو أنستازيا بافليوتشينكوفا لاعبة كرة مضرب روسية.
- 4 يوليو لورينزو إينسيني لاعب كرة قدم إيطالي.
- 5 يوليو جاسون دولي ممثل وموسيقي أمريكي.
- 7 يوليو أليسو دي جاي سويدي.
- 7 يوليو إيف هيوسون ممثلة أيرلندية.
- 8 يوليو فيرجيل فان ديك لاعب كرة قدم هولندي.
- 8 يوليو جيمي بلاكلي ممثل إنجليزي.
- 9 يوليو جويا باربييري لاعبة كرة مضرب إيطالية.
- 9 يوليو ميتشل موسو ممثل ومغني أمريكي.
- 10 يوليو أتسكو مايدا مغنية وممثلة يابانية.
- 12 يوليو خاميس رودريغيز لاعب كرة قدم كولومبي.
- 15 يوليو دانيلو لويز دا سيلفا لاعب كرة قدم برازيلي.
- 15 يوليو إيفغيني تيششينكو ملاكم روسي.
- 15 يوليو ديريك فافورز لاعب كرة سلة أمريكي.
- 16 يوليو أريج سليم إعلامية لبنانية.
- 16 يوليو إيما لويس مغنية أسترالية.
- 16 يوليو الكسندرا شيب ممثلة أمريكية.
- 17 يوليو زهراء غندور ممثلة ومذيعة عراقية لبنانية.
- 19 يوليو جون ميشيل سيري لاعب كرة قدم عاجي.
- 20 يوليو أليك بوركس لاعب كرة سلة أمريكي.
- 21 يوليو سارا سامبايو عارضة أزياء برتغالية.
- 22 يوليو تومي يوريتش لاعب كرة قدم أسترالي.
- 23 يوليو لورين ميتشيل متسابقة جمباز فني أسترالية.
- 23 يوليو عبد العزيز الحمزة ناشط سوري
- 23 يوليو عربي غيبة ممثل سوري
- 24 يوليو إميلي بت ريكاردز ممثلة كندية.
- 25 يوليو أماندا كورتوفيتش لاعبة كرة يد نرويجية.
- 27 يوليو رينا ماتسوي مغنية وممثلة يابانية.
- 28 يوليو رينا ايزاوا ممثلة وعارضة أزياء يابانية
- 30 يوليو المهرة البحرينية ممثلة بحرينية.
- 30 يوليو ديانا فيكرز مغنية إنجليزية.

### أغسطس
- 1 أغسطس كلينغاندي دي جيه فرنسي.

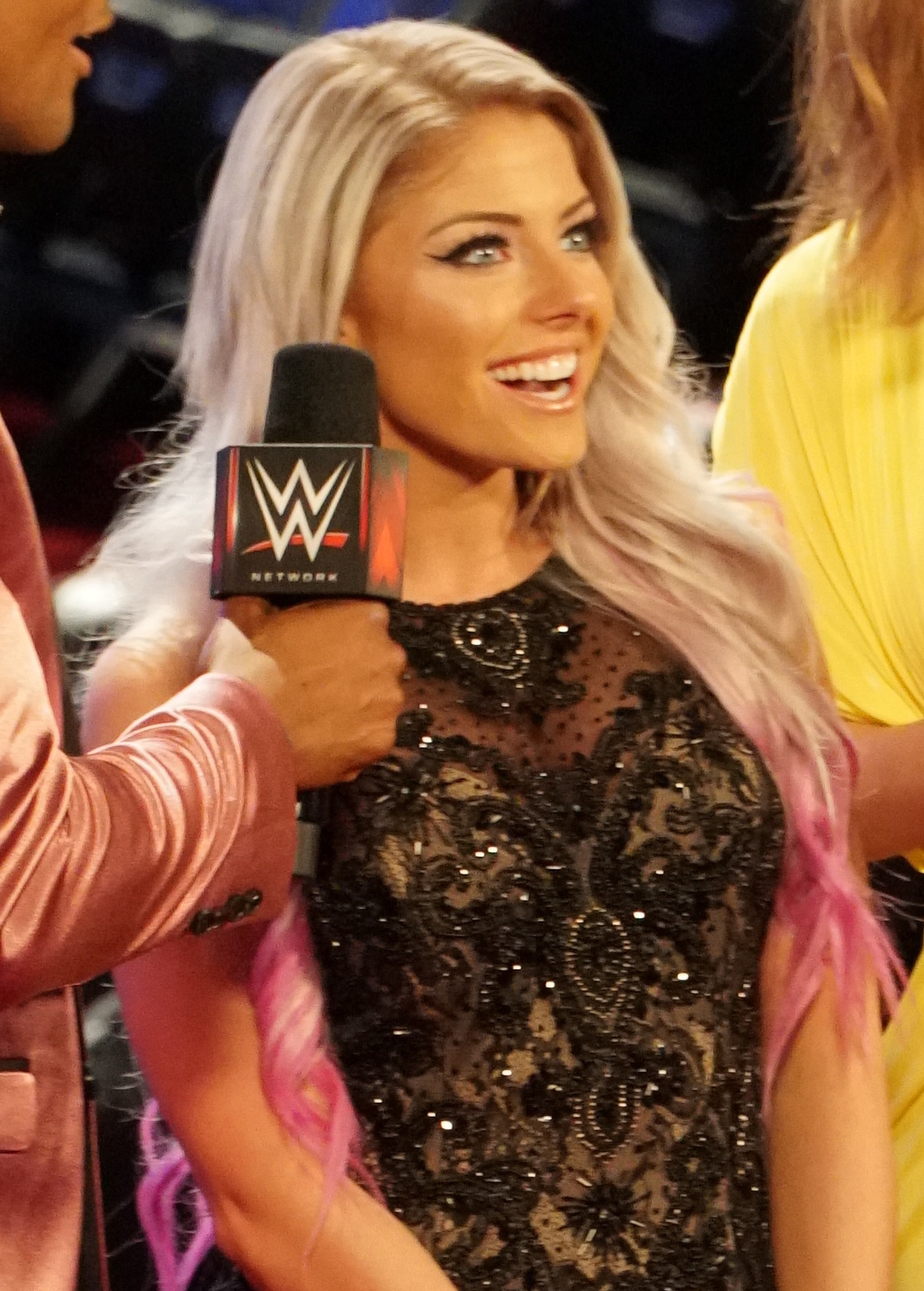
أليكسا بليس

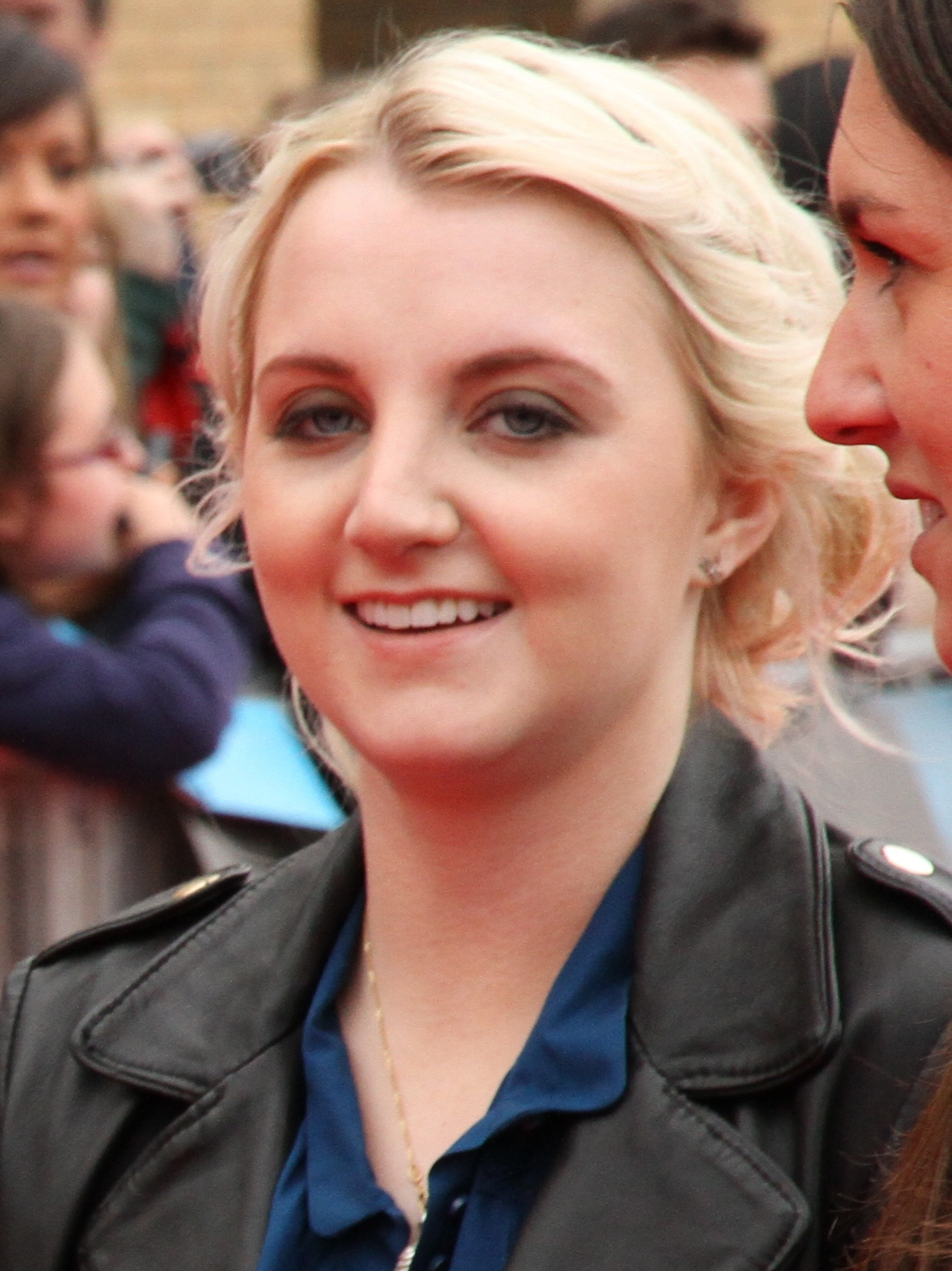
ايفانا لينش

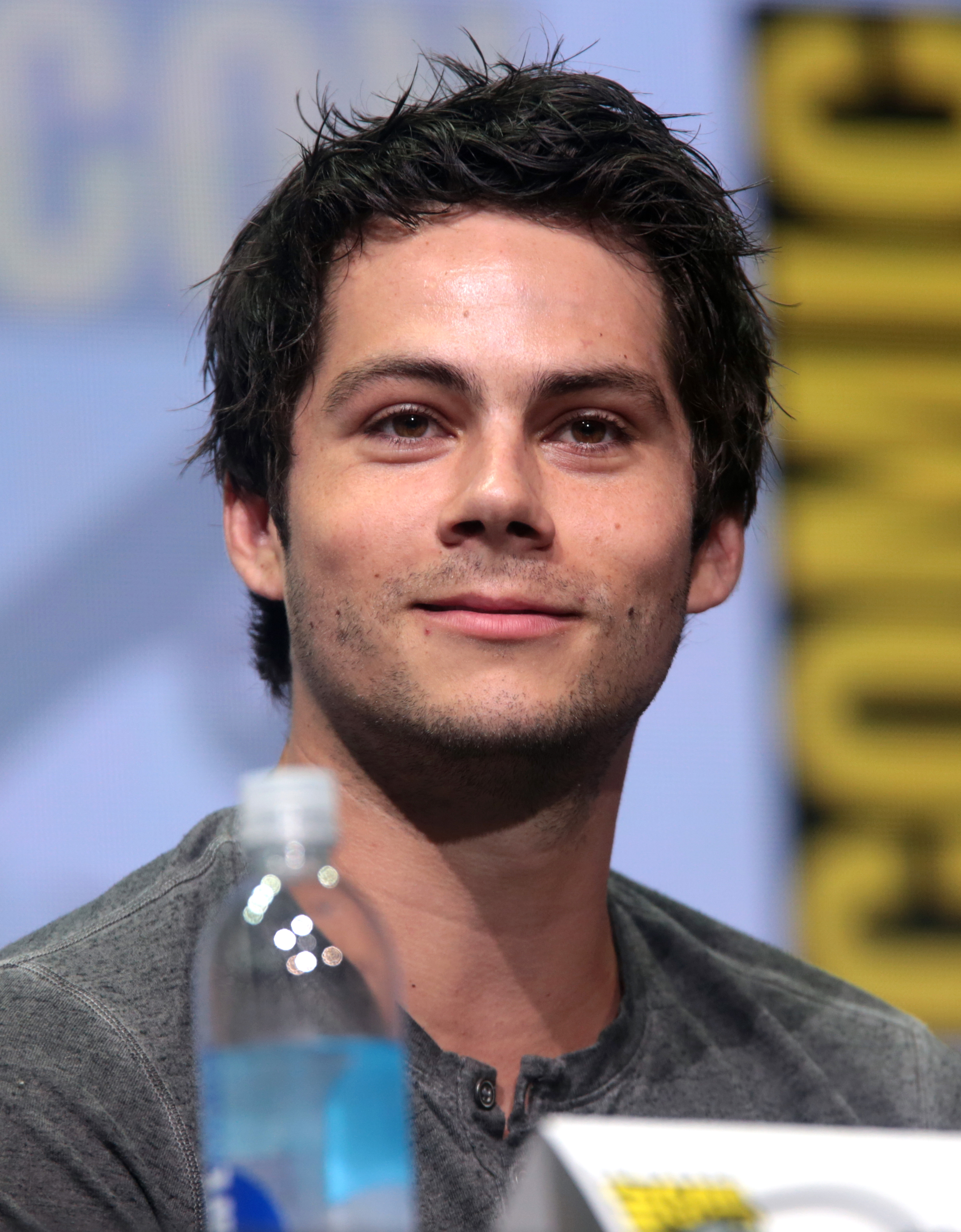
ديلن أوبراين

- 4 أغسطس عزت هاجروفيتش لاعب كرة قدم بوسني.
- 6 أغسطس إيرينا كوليكوفا عارضة أزياء روسية.
- 8 أغسطس جويل ماتيب لاعب كرة قدم غاني.
- 9 أغسطس أليكسا بليس مصارعة أمريكية.
- 9 أغسطس هانسيكا موتواني ممثلة هندية.
- 11 أغسطس كريستيان تيو لاعب كرة قدم إسباني.
- 11 أغسطس أليس دو لونكسانغ ممثلة فرنسية.
- 11 أغسطس ميليتشا بافلوفيتش مغنية صربية سويسرية.
- 12 أغسطس جيسينتا فرانكلين عارضة أزياء أسترالية.
- 12 أغسطس لاكيث ستانفيلد ممثل ومغني إنجليزي.
- 15 أغسطس بليندا مغنية مكسيكية إسبانية.
- 15 أغسطس محمد المجذوب (مغني) مغني سوري
- 16 أغسطس ايفانا لينش ممثلة أيرلندية.
- 17 أغسطس أوستن باتلر ممثل ومغني أمريكي.
- 17 أغسطس ستيفن زوبر لاعب كرة قدم سويسري.
- 18 أغسطس ريتشارد هارمون ممثل كندي.
- 18 أغسطس ليز كامباجي لاعبة كرة سلة أسترالية.
- 20 أغسطس كوري جوزيف لاعب كرة سلة كندي.
- 21 أغسطس ديمي مغنية يونانية.
- 21 أغسطس كريستيان نافارو ممثل أمريكي.
- 23 أغسطس جينيفر هابيل غطاسة كندية.
- 24 أغسطس ماتياس فيسينو لاعب كرة قدم أورغواياني.
- 26 أغسطس ديلن أوبراين ممثل أمريكي.
- 29 أغسطس أسماء الغاوي لاعبة كرة يد تونسية.
- 29 أغسطس فرح الصراف ممثلة كويتية
- 30 أغسطس غايا فايس ممثلة وعارضة أزياء فرنسية.
- 31 أغسطس سيدريك سواريس لاعب كرة قدم برتغالي.

### سبتمبر

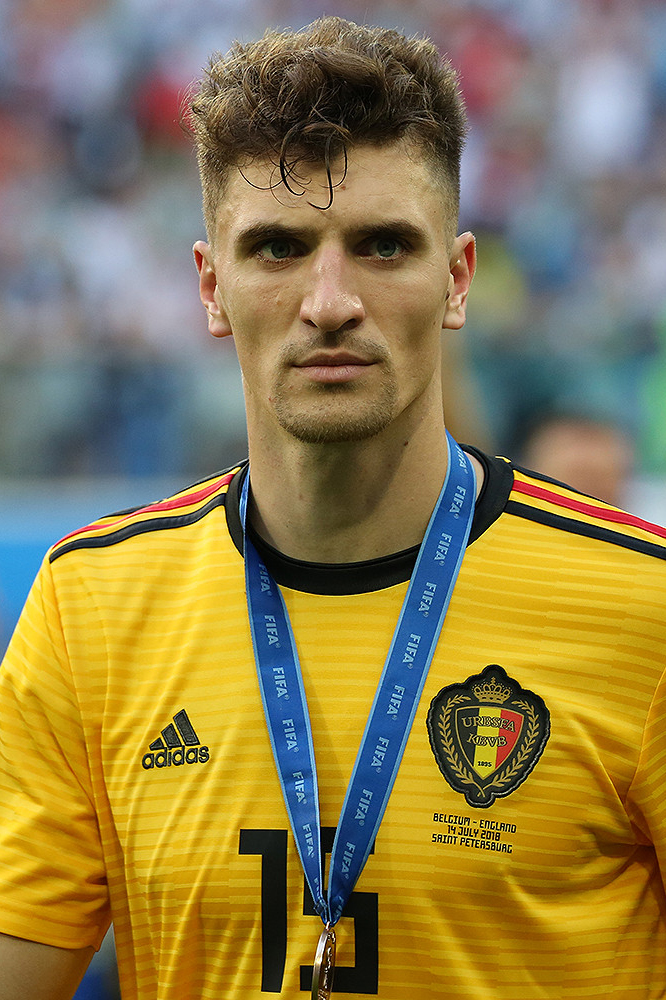
توماس مونييه

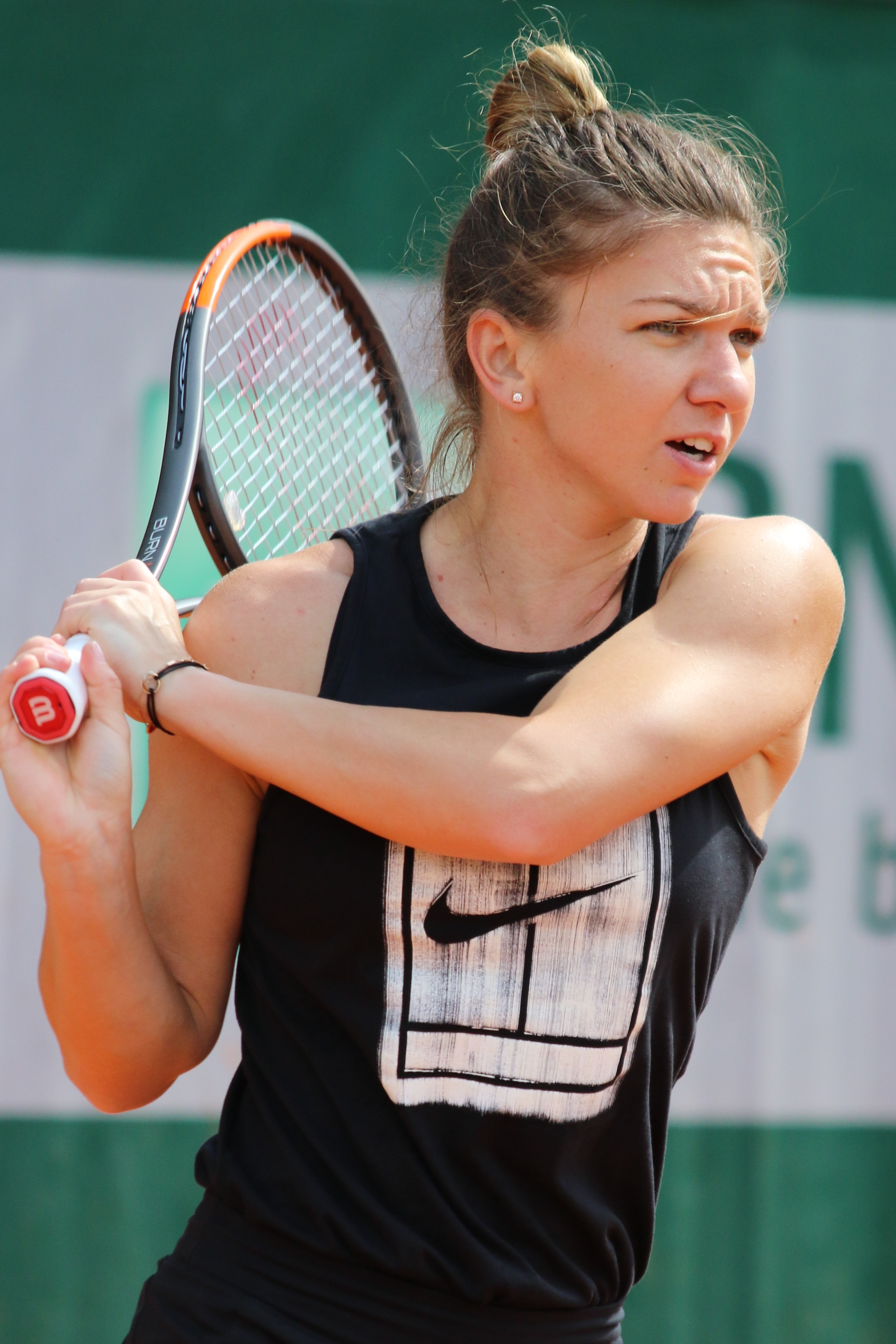
سيمونا هاليب

- 4 سبتمبر كارتر جنكينز ممثل أمريكي.
- 5 سبتمبر اسكندر كينز ممثل إنجليزي.
- 6 سبتمبر جو هاريس لاعب كرة سلة أمريكي.
- 7 سبتمبر ناميكا مغنية ألمانية.
- 9 سبتمبر أوسكار لاعب كرة قدم برازيلي.
- 9 سبتمبر كيلسي شو ممثلة أمريكية.
- 9 سبتمبر هنتر هايز مغني أمريكي.
- 11 سبتمبر جوردان آيو لاعب كرة قدم غاني.
- 11 سبتمبر كايغو دي جاي نرويجي.
- 12 سبتمبر توماس مونييه لاعب كرة قدم بلجيكي.
- 13 سبتمبر أولتا بوكا مغنية ألبانية.
- 14 سبتمبر نانا مغنية كورية.
- 16 سبتمبر مارلون تيكسيرا عارض أزياء برازيلي.
- 17 سبتمبر مينا مسعود ممثل مصري.
- 17 سبتمبر ميناكو كوتوبوكي ممثلة ومغنية يابانية.
- 20 سبتمبر سبنسر لوك ممثلة أمريكية.
- 20 سبتمبر عمر عبد الرحمن لاعب كرة قدم إماراتي.
- 22 سبتمبر أندريا ميتو لاعبة كرة مضرب رومانية.
- 23 سبتمبر محمد أنصاري لاعب كرة قدم إيراني.
- 23 سبتمبر كي مغني كوري.
- 23 سبتمبر ميلاني أودين لاعبة كرة مضرب أمريكية.
- 24 سبتمبر أوريول روميو لاعب كرة قدم إسباني.
- 24 سبتمبر بريتاني فيلان متزلجة جليد كندية.
- 25 سبتمبر أليكساندر روسي سائق فورمولا ون أمريكي.
- 25 سبتمبر إيمي كلارك ممثلة أمريكية.
- 26 سبتمبر ألما جودوروسكي عارضة أزياء فرنسية.
- 26 سبتمبر يوسف جيم ممثل وعارض أزياء تركي.
- 27 سبتمبر سيمونا هاليب لاعبة كرة مضرب رومانية.
- 27 سبتمبر هبة زهرة ممثلة سورية.
- 29 سبتمبر آدم لياييتش لاعب كرة قدم صربي.
- 29 سبتمبر ليا مباردي ممثلة سورية.
- 30 سبتمبر توماس رولر رامي رمح ألماني.

### أكتوبر

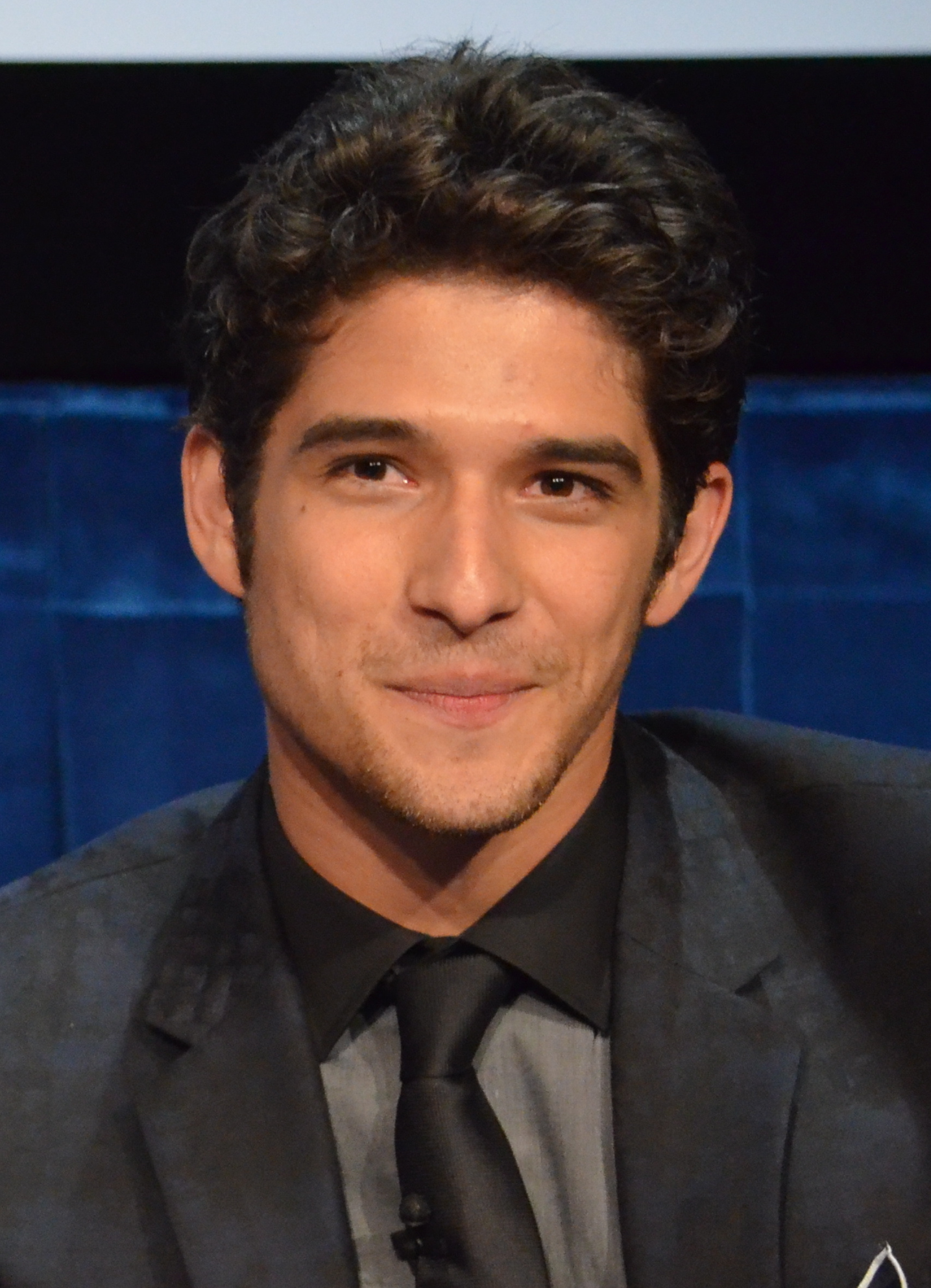
تايلر بوسي

- 2 أكتوبر روبرتو فيرمينو لاعب كرة قدم برازيلي.
- 5 أكتوبر تورنيكي شينغيليا لاعب كرة سلة جورجي.
- 6 أكتوبر روشون فيجان ممثل أمريكي.
- 7 أكتوبر جانغ نيكول مغنية كورية.
- 7 أكتوبر لاي مغني كوري.
- 9 أكتوبر أوليكساندر ليبوفي لاعب كرة سلة أوكراني.
- 10 أكتوبر شيردان شاكيري لاعب كرة قدم سويسري.
- 10 أكتوبر غابرييلا كيلمي مغنية أسترالية.
- 10 أكتوبر لالي إسبوسيتو ممثلة ومغنية وراقصة أرجنتينية.
- 10 أكتوبر ماريانا باخون متسابقة دراجات هوائية كولومبية.
- 12 أكتوبر مايكل كارتر ويليامز لاعب كرة سلة أمريكي.
- 18 أكتوبر تايلر بوسي ممثل أمريكي.
- 21 أكتوبر جاكي شمعون متزلجة جليد لبنانية.
- 22 أكتوبر عيسى ماندي لاعب كرة قدم جزائري.
- 23 أكتوبر إيميل فورسبيرغ لاعب كرة قدم سويدي.
- 23 أكتوبر سوفي أودا ممثلة أمريكية.
- 23 أكتوبر ماكو أميرة أكيشينو أميرة يابانية.
- 24 أكتوبر بويان دوبليفيتش لاعب كرة سلة جبل أسودي.
- 25 أكتوبر إيزابيلا شنيكوفا لاعبة كرة مضرب بلغارية.
- 26 أكتوبر أمالا بول ممثلة وعارضة أزياء هندية.
- 30 أكتوبر توماش ساتورانسكي لاعب كرة سلة تشيكي.

### نوفمبر

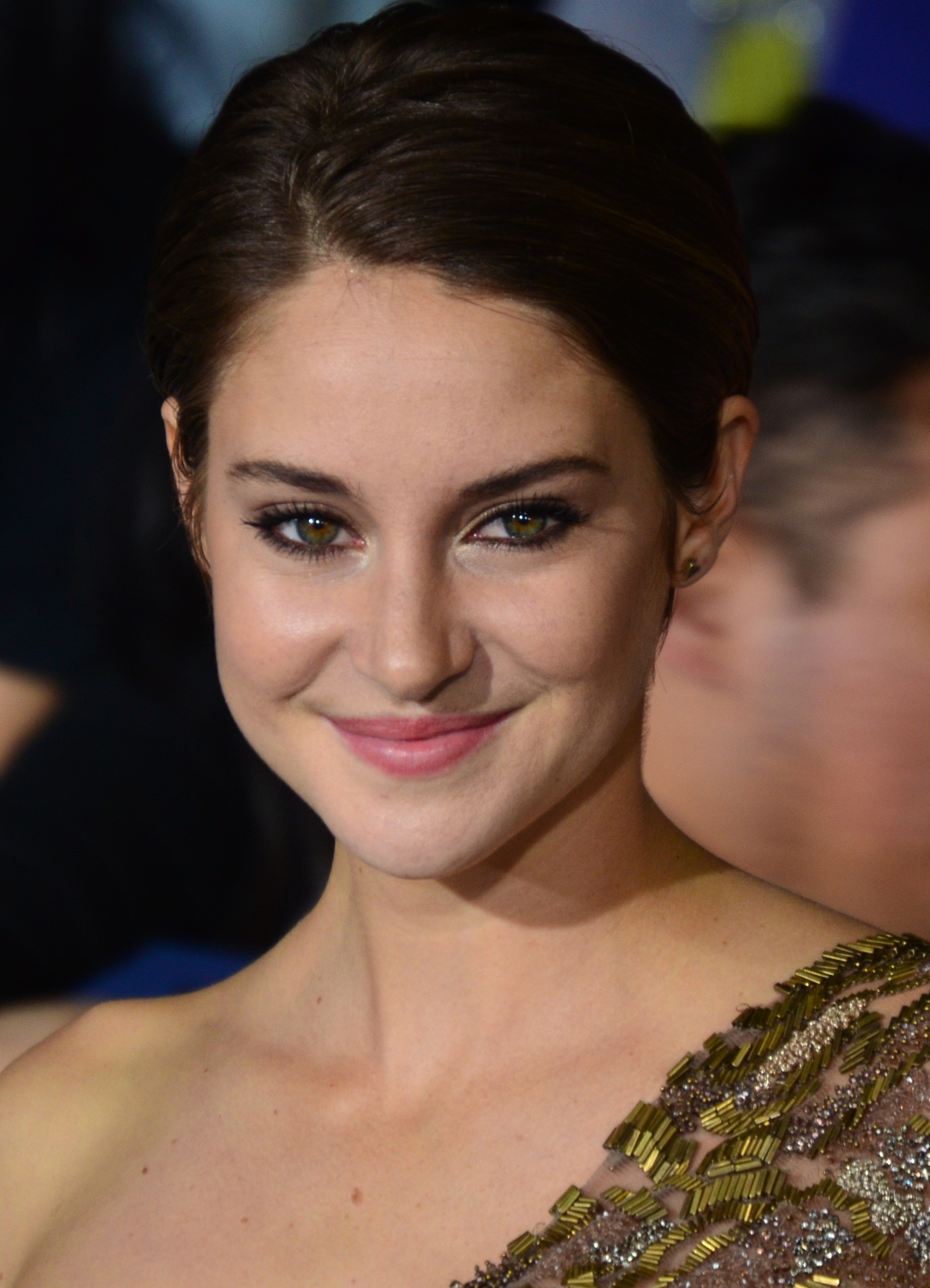
شايلين وودلي

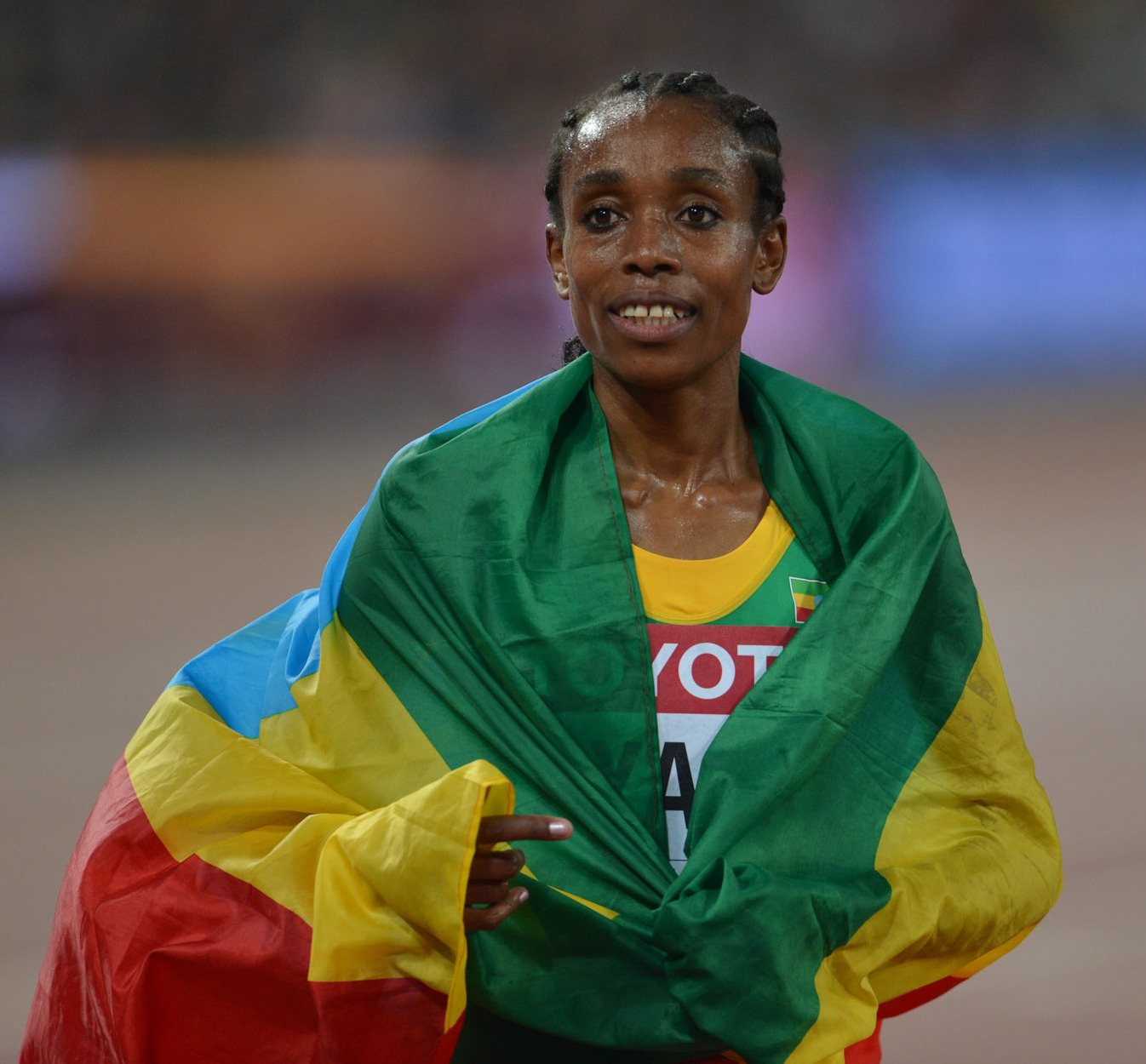
ألماز أيانا

- 4 نوفمبر طل الملوحي ناشطة حقوقية ومعارضة سورية
- 6 نوفمبر كاميلا فين عارضة أزياء كندية.
- 9 نوفمبر أحمد مال الله لاعب كرة قدم إماراتي.
- 10 نوفمبر كوتارو نيشياما ممثل ومؤدي أصوات ياباني
- 11 نوفمبر كريستا ب. ألين ممثلة أمريكية.
- 13 نوفمبر مات بينيت ممثل أمريكي.
- 13 نوفمبر ديفون بوستيك ممثل كندي.
- 14 نوفمبر تايلور هال لاعب هوكي جليد كندي.
- 15 نوفمبر شايلين وودلي ممثلة أمريكية.
- 16 نوفمبر نيمانيا غوديلي لاعب كرة قدم صربي.
- 16 نوفمبر تومومي كاساي مغنية يابانية.
- 21 نوفمبر ألماز أيانا عداءة مسافات طويلة إثيوبية.
- 22 نوفمبر ديانا دانيال ممثلة ماليزية.
- 29 نوفمبر بيكي جيمس متسابقة دراجات هوائية بريطانية.
- 30 نوفمبر بغداد بونجاح لاعب كرة قدم جزائري.

### ديسمبر
- 1 ديسمبر سون يونغ سباح صيني.

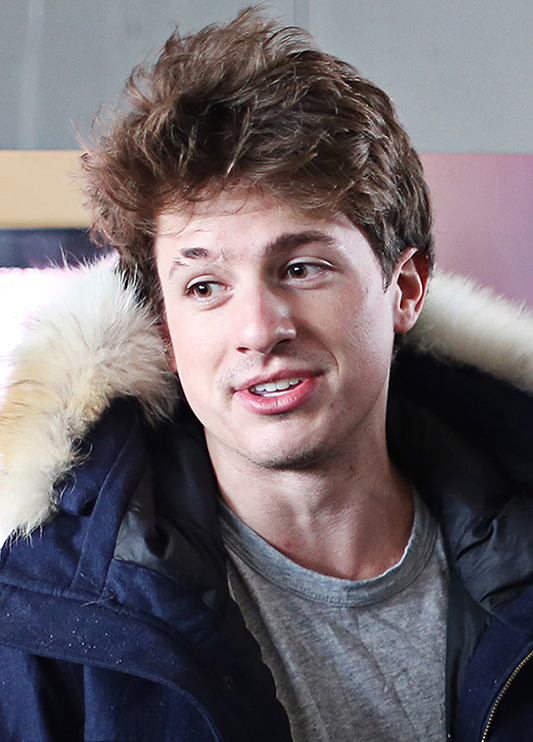
تشارلي بوث

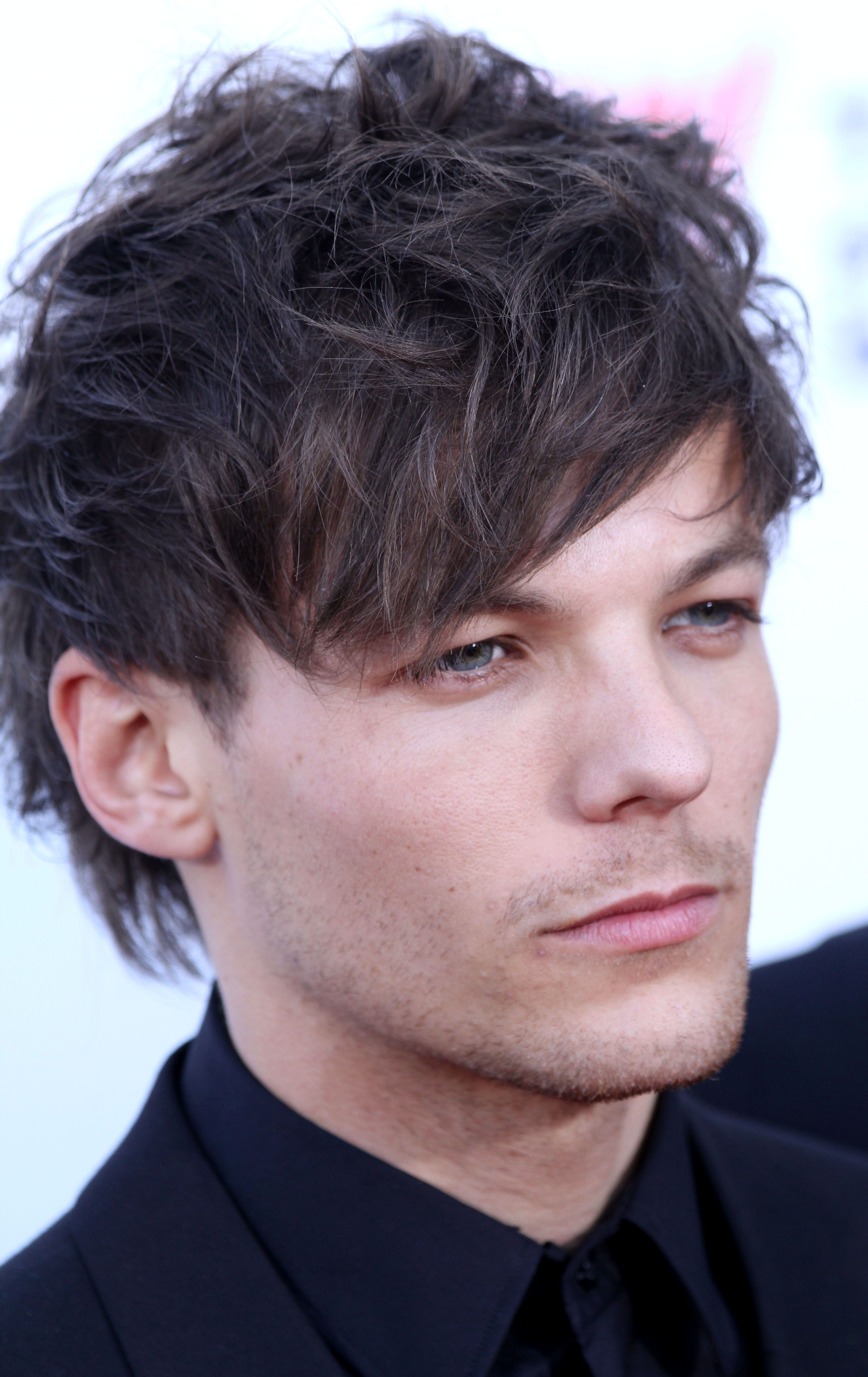
لويس توملينسون

- 2 ديسمبر أني بويدج لاعبة كرة طائرة هولندية.
- 2 ديسمبر براندون نايت لاعب كرة سلة أمريكي.
- 2 ديسمبر تشارلي بوث مغني أمريكي.
- 3 ديسمبر آنا أودوبيسكو مغنية مولدوفية.
- 6 ديسمبر كوكو فانديواغ لاعبة كرة مضرب أمريكية
- 9 ديسمبر تشوي مينهو مغني كوري.
- 10 ديسمبر أودريي باستيان ممثلة فرنسية.
- 10 ديسمبر كيكي بيرتينس لاعبة كرة مضرب هولندية.
- 11 ديسمبر آنا بيرجيندال مغنية سويدية.
- 12 ديسمبر أنيت ادموندسون متسابقة دراجات هوائية أسترالية.
- 19 ديسمبر جورج بلانكو مغني مكسيكي.
- 19 ديسمبر دكلن جالبرايث مغني إنجليزي.
- 19 ديسمبر سوميري أويساكا ممثلة ومغنية يابانية.
- 20 ديسمبر جورجينيو لاعب كرة قدم إيطالي برازيلي.
- 20 ديسمبر جيليان روز ريد ممثلة أمريكية.
- 23 ديسمبر صوفيا بلاك ديليا ممثلة أمريكية.
- 24 ديسمبر لويس توملينسون مغني إنجليزي.
- 26 ديسمبر إدين شير ممثلة أمريكية.
- 27 ديسمبر كلوي بريدجز ممثلة أمريكية.
- 30 ديسمبر كاميلا جيورجي لاعبة كرة مضرب إيطالية.

## الوفيات
- هادي العكاشي، شاعر شعبي عراقي إشتهر في سنوات الحرب العراقية الإيرانية.
- عبد القادر الياجوري، من رجالات الإصلاح والتعليم في الجزائر.
- عزيز فهمي، لاعب كرة قدم مصري.
- علي عبد الواحد وافي، كاتب ورائد من رواد علم الاجتماع العربي، مصري.
- محمد علي حسن الحلي، مفسّر للقرآن عراقي.
- محمد سعيد جرادة، شاعر يمني.
- توفيق الطويل، كاتب مصري.
- جو إيسينجر، كاتب في عالم السينما والتلفزيون.
- جين روجرز، روائية وكاتبة سيناريو بريطانية.

### يناير
- 2 يناير:  ريناتو راسل، ممثل ومغني إيطالي.
- 4 يناير:  بون ليم، بحارًا صينيًا.
- 4 يناير:  ريتشارد مايباوم، كاتب سيناريو أمريكي.
- 5 يناير:  فاسكو بوبا، شاعر صربي.
- 11 يناير:  ماكسين جينينجز، ممثلة أمريكية.
- 11 يناير:  كارل ديفيد أندرسون، فلكي وفيزيائي أمريكي.
- 12 يناير:  كي لوك، ممثل أمريكي من أصل صيني.
- 12 يناير:  فاسكو براتوليني، كاتب إيطالي.
- 13 يناير:  أسرار القبندي، مناضلة كويتية.
- 14 يناير:  صلاح خلف، سياسي فلسطيني بارز. كان من مؤسسي حركة تحرير فلسطين (فتح).
- 17 يناير:  أولاف الخامس، ملك مملكة النرويج.
- 19 يناير:  جون راسيل، ممثل أمريكي.
- 24 يناير:  جاك شايفر، صحفي وروائي أمريكي.
- 24 يناير:  إيفريت فريمان، كاتب سيناريو أمريكي.
- 25 يناير:  ليليان بوند، ممثلة بريطانية.
- 25 يناير:  فرانك سو، لاعب كرة قدم بريطاني.
- 26 يناير:  جلين لانجان، ممثل أمريكي.
- 29 يناير:  ياسوشي اينو، كاتب، وروائي، وشاعر، وكاتب سيناريو ياباني.
- 30 يناير:  محمد صيام، خطاط فلسطيني.
- 30 يناير:  جون باردين، فيزيائي أمريكي حاصل على جائزة نوبل في الفيزياء مرتين عامي1956 و1972.
- 30 يناير:  جون ماكنتير (ممثل)، ممثل أمريكي.

### فبراير
- 1 فبراير:  جيمي ماكدونالد، فنان مؤثرات صوتية اسكتلندي امريكي.
- 1 فبراير:  كارول ديمبستر، ممثلة أمريكية.
- 3 فبراير:  نانسي كولب، ممثلة أمريكية.
- 5 فبراير:  دين جاجر، ممثل أمريكي.
- 6 فبراير:  سلفادور لوريا، عالم أحياء أمريكي، فاز بجائزة نوبل في الطب سنة 1969.
- 6 فبراير:  ماريا ثامبرانو، فيلسوفة إسبانية.
- 6 فبراير:  داني توماس، كوميدي أمريكي.
- 6 فبراير:  مسافر عبد الكريم، ممثل عراقي.
- 7 فبراير:  ديك وينسلو، ممثل أفلام أمريكي.
- 12 فبراير:  روث مورلي، مصممة أزياء تقليدية أمريكية.
- 13 فبراير:  أرنو بريكر، مهندس ونحات ألماني من القربين لهتلر.
- 14 فبراير:  جون أ. ماكون، مدير المخابرات المركزية الأمريكية.
- 17 فبراير:  طوسون عامر، مخرج مصري.
- 16 فبراير:  حسين عرفان، ممثل مصري.
- 18 فبراير:  عصمت رأفت، ممثلة مصرية.
- 21 فبراير:  جون شيرمان كوبر، لاعب كرة قدم أمريكية أمريكي.
- 21 فبراير:  مارجوت فونتين، راقصة باليه إنجليزية.
- 22 فبراير:  صالح جغام، مذيع تونسي.
- 24 فبراير:  جان روجرز، ممثلة أمريكية.
- 25 فبراير:  سفيري هانسن، منافس ألعاب قوى نرويجي.
- 25 فبراير:  جون دونينغ (مونتير)، مونتير أمريكي.

### مارس
- 1 مارس:  إدوين لاند، عالم و مخترع أمريكي.
- 2 مارس:  سيرج غينسبور، ممثل ومخرج فرنسي.
- 3 مارس:  وليام بيني، بارون بيني، عالم رياضيات إنجليزي.
- 8 مارس:  جون بيليرز، كاتب مؤلف أمريكي.
- 12 مارس:  رانيار غرانيت، عالم فنلندي سويدي تحصل على جائزة نوبل في الطب سنة 1967.
- 14 مارس:  دوك بوموس، مُغني وكاتب أغاني أمريكي.
- 14 مارس:  هوارد أشمان، كاتب أمريكي.
- 15 مارس:  روبن هيل (كيميائي حيوي)، كيميائي حيوي بريطاني.
- 15 مارس:  ميودراغ بولاتوفيتش، كاتب روائي صربي يوغوسلافي.
- 18 مارس:  فيلما بانكي، ممثلة أمريكية-مجرية.
- 21 مارس:  ليو فيندر، مخترع أمريكي.
- 23 مارس:  منى ماريس، ممثلة سينمائية أرجنتينية.
- 23 مارس:  إليسافيتا باجريانا، شاعرة بلغارية.
- 24 مارس:  جون كير (سياسي أسترالي)، سياسي إسترالي.
- 25 مارس:  محمد صادق، وزير الحربية والقائد العام للقوات المسلحة المصرية.
- 25 مارس:  مارسيل يفبفر، عالم عقيدة وكاهن فرنسي.
- 25 مارس:  محمد الخمار الكنوني، شاعر مغربي.
- 27 مارس:  ألدو راي، ممثل أمريكي.
- 28 مارس:  كارلوس مونتالبان، ممثل مكسيكي.
- 29 مارس:  لي أتواتر، سياسي أمريكي.

### أبريل
- 1 أبريل:  مارثا غراهام، راقصة ومصممة رقصات أمريكية.
- 3 أبريل:  غراهام غرين، كاتب إنكليزي.
- 4 أبريل:  ماكس فريش، أديب سويسري.
- 10 أبريل:  ناتالي شيفر، ممثلة أمريكية.
- 16 أبريل:  ديفيد لين، مخرج ومنتج بريطاني.
- 21 أبريل:  نظام إرغودن، ممثل تركي.
- 23 أبريل:  ويليام دوزير، ممثل أمريكي.
- 23 أبريل:  زين العشماوي، ممثل مصري.
- 26 أبريل:  كارمين كوبولا، مؤلف وعازف موسيقي أمريكي.
- 26 أبريل:  أي. بي. غوثري جونيور، مؤرخ، صحفي وروائي أمريكي.

### مايو

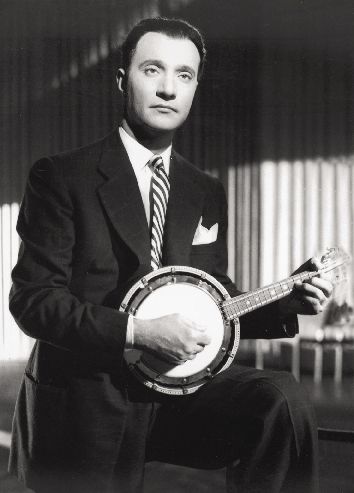
الموسيقار محمد عبد الوهاب

- 3 مايو:  مارغريت تاليشيت، ممثلة أمريكية.
- 4 مايو:  محمد عبد الوهاب، موسيقار مصري.
- 6 مايو:  توماس أيه. كارلين، ممثل أمريكي.
- 13 مايو:  عبد الرحمن فارس، من رجالات ثورة التحرير الجزائرية.
- 3 مايو:  مارغريت تاليشيت، ممثلة أمريكية.
- 14 مايو:  جوي باتشيلور، رسامة ومخرجة رسوم متحركة إنجليزية.
- 18 مايو:  إدوينا بوث، ممثلة أمريكية.
- 20 مايو:  جيانغ كينغ، زوجة الزعيم الصيني الراحل ماو تسي تونغ.
- 21 مايو:  راجيف غاندي، رئيس وزراء الهند السابع.
- 22 مايو:  لينو بروكا، مخرج أفلام فلبيني.
- 23 مايو:  رينيه لوفيفر، ممثل وكاتِب فرنسي.
- 26 مايو:  توم آين، كاتب مسرحي أمريكي.

### يونيو
- 3 يونيو:  أندي ميليغان، كاتب سيناريو.
- 4 يونيو:  نوتان بيهل، ممثلة هندية.
- 7 يونيو:  طاهر علاء الدين الجيلاني، كان رئيس القادرية للطريقة الروحية.
- 14 يونيو:  بيرنارد ميلز، ممثل وكاتب إنجليزي.
- 14 يونيو:  بيغي أشكروفت، ممثلة إنجليزية.
- 15 يونيو:  باري كيلي، ممثل أمريكي.
- 15 يونيو:  ويليام آرثر لويس، خبير اقتصادي أمريكي.
- 15 يونيو:  عبد الله المبارك الصباح، نائب حاكم الكويت.
- 18 يونيو:  جوان كولفيلد، عارضة وممثلة أمريكية.
- 19 يونيو:  جين آرثر، ممثلة أمريكية.
- 19 يونيو:  آكي دالكفيست، مصور سينمائي سويدي.
- 23 يونيو:  لياندرو بادوفاني، ممثلة إيطالية.
- 24 يونيو:  روفينو تامايو، رسام مكسيكي.

### يوليو
- 1 يوليو:  إبراهيم حسين، ملحن مصري.
- 2 يوليو:  لي ريميك، ممثلة أمريكية.
- 4 يوليو:  جوزفين جوزيف، ممثلة نمساوية.
- 5 يوليو:  ميلدريد دنوك، ممثلة أميركية.
- 5 يوليو:  نوبو ناكامورا، ممثل ياباني.
- 8 يوليو:  جيمس فرانسيسكوس، ممثل أمريكي.
- 14 يوليو:  روبرت كلافيل، مخرج فني فرنسي.
- 17 يوليو:  حسين زايد، ممثل مصري.
- 25 يوليو:  سامي السلاموني، كاتب مصري.

### أغسطس

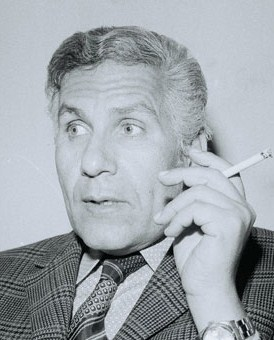
يوسف إدريس

- 1 أغسطس:  يوسف إدريس، كاتب قصصي، مسرحي، وروائي مصري.
- 1 أغسطس:  هيلين بيج كامب، ممثلة أمريكية.
- 3 أغسطس:  علي صبري، سياسي مصري.
- 4 أغسطس:  دون دجرادي، كان كاتب في شركة والت ديزني أمريكي.
- 8 أغسطس:  كارولين كارتييه، ممثلة فرنسية.
- 13 أغسطس:  جيمس روزفلت، سياسي، وضابط، ومنتج أفلام، وكاتب.
- 13 أغسطس:  الهادي السملالي، ممثل وصحفي تونسي.
- 15 أغسطس:  علي أبو نوار، رئيس أركان حرب الجيش الأردني ومستشار الملك حسين بن طلال.
- 22 أغسطس:  كولين ديوهورست، ممثلة كندية أمريكية.
- 26 أغسطس:  عبد العزيز محمود، مغني مصري.
- 28 أغسطس:  محمد فضل الله، عالم دين شيعي
- 29 أغسطس:  إبراهيم جلال، ممثل عراقي.
- 29 أغسطس:  ديكسي دونبار، مغنية وممثلة أمريكية.
- 31 أغسطس:  نجيبة العسال، كاتبة مصرية.

### سبتمبر
- 3 سبتمبر:  جان بورجوين، مصور سينمائي فرنسي.
- 3 سبتمبر:  فرانك كابرا، مخرج ومنتج إيطالي أمريكي.
- 4 سبتمبر:  توم تريون، كاتب وممثل أمريكي.
- 5 سبتمبر:  فخر النساء زيد، فنانة تركية تركزت أعمالها على مزج عناصر الفن الإسلامي والفن البيزنطي.
- 6 سبتمبر:  ألفريدو ريزو، ممثل ومخرج أفلام إيطالي.
- 8 سبتمبر:  براد ديفيز (ممثل)، ممثل أمريكي.
- 13 سبتمبر:  جو باسترناك، منتج أفلام مجري.
- 15 سبتمبر:  جون هويت، ممثل أمريكي.
- 19 سبتمبر:  عبد المنعم شميس، كاتب صحفي وروائي مصري.
- 21 سبتمبر:  أنجيلو روسيتو، ممثل وفنان صوت أمريكي.
- 24 سبتمبر:  دكتور سوس، روائي ورسام كارتون أمريكي.
- 25 سبتمبر:  فيفيان رومانس، ممثلة فرنسية.
- 27 سبتمبر:  أونا أونيل، ممثلة أمريكية.
- 29 سبتمبر:  إبراهيم جلال، ممثل عراقي.

### أكتوبر
- 12 أكتوبر:  ريجيس تومي، ممثل أمريكي.
- 12 أكتوبر:  ألين ماكماهون، ممثلة أمريكية.
- 13 أكتوبر:  دونالد هيوستن، ممثل من ويلز.
- 14 أكتوبر:  جاي كينيدي، كاتب روائي أمريكي.
- 20 أكتوبر:  نعيمة الصغير، ممثلة مصرية.
- 24 أكتوبر:  جين رودينبيري، كاتب سيناريو، منتج أمريكي.
- 24 أكتوبر:  محمد أبو شقرا، رجل دين من الطائفة الموحدة الدرزية تولى منصب مشيخة العقل.
- 24 أكتوبر:  هاري سميث، عالم موسيقى أمريكي.
- 24 أكتوبر:  عصمت جغاتي، أديبة هندية.
- 25 أكتوبر:  بيل غراهام، رائد، ومروج موسيقى.
- 26 أكتوبر:  عبد القادر عيسى، من أعلام التصوف السني.
- 26 أكتوبر:  هنري ويلسون ألن، ممثل أمريكي.
- 27 أكتوبر:  أندريه بانوفنيك، ملحن موسيقي بولندي.
- 29 أكتوبر:  دونالد تشرشل، ممثل وكاتب إنجليزي.

### نوفمبر
- 1 نوفمبر:  صلاح حافظ، سيناريست مصري.
- 2 نوفمبر:  هانس ميسمر، ممثل ألماني.
- 5 نوفمبر:  فريد ماكموراي، ممثل أمريكي.
- 6 نوفمبر:  جين تيرني، ممثلة أمريكية.
- 9 نوفمبر:  إيف مونتان، وممثل ومغني فرنسي.
- 10 نوفمبر:  توتي ليمكو، راقص وممثل نرويجي.
- 10 نوفمبر:  محمد عبد الهادي أبو ريدة، كاتب مصري.
- 12 نوفمبر:  جابرييل تينتي، ممثل إيطالي.
- 14 نوفمبر:  توني ريتشاردسون، مخرج سينمائي بريطاني.
- 19 نوفمبر:  ريجى نالدر، ممثل نمساوي.
- 21 نوفمبر:  دانيال مان، مخرج أمريكي.
- 23 نوفمبر:  كلايوس كينسكي، ممثل ألماني.
- 24 نوفمبر:  فريدي ميركوري، مغني بريطاني.
- 25 نوفمبر:  إليانور أودلي، ممثلة أمريكية.
- 26 نوفمبر:  هدى درويش (مطربة)، مطربة سورية.
- 29 نوفمبر:  رالف بيلامي، ممثل أمريكي.

### ديسمبر

صلاح نظمي

- 14 ديسمبر:  نسيم مجدلاني، أحد مؤسسي الحزب الاشتراكي اللبناني .
- 14 ديسمبر:  روبرت إديسون (ممثل)، ممثل بريطاني.
- 16 ديسمبر:  صلاح نظمي، ممثل مصري.
- 19 سبتمبر:  عبد المنعم شميس، كاتب مصري.
- 20 ديسمبر:  والتر كياري، ممثل سينمائي ومسرحي إيطالي.
- 21 ديسمبر:  محمد الفاسي، سياسي وكاتب وباحث مغربي.
- 23 ديسمبر:  عبد اللطيف فضل الله، عالم دين مسلم وشاعر.
- 25 ديسمبر:  أوران ديمازيس، ممثلة فرنسية.
- 25 ديسمبر:  كورت بوا، ممثل ألماني.
- 26 ديسمبر:  غورم أمير الدنمارك.
- 30 ديسمبر:  عبد المجيد بن سعود بن عبد العزيز آل سعود، الابن التاسع عشر من أبناء الملك سعود.
- 31 ديسمبر:  إبراهيم نجم، ممثل مصرى.

## جوائز عالمية

### جائزة نوبل
- في الفيزياء – الفرنسي بيير دي جين.
- في الكيمياء – السويسري ريتشارد إرنست.
- في الطب – الألمانيان إرفين نيهر وبيرت زاكمان.
- في الأدب – جنوب أفريقي نادين غورديمير.
- في السلام – البورمية أون سان سو تشي.
- في الاقتصاد – البريطاني رونالد كوس.

### جائزة الملك فيصل العالمية
- في خدمة الإسلام – السعودي عبد الله بن عمر نصيف.
- في الدراسات الإسلامية – محجوبة.
- في اللغة العربية والأدب – مناصفة بين المصريان أحمد محمود نجيب وعبد التواب يوسف والمغربي علي عبد القادر الصقلي.
- في الطب – لم تمنح.
- في العلوم – لم تمنح.